# Ejército del Aire y del Espacio (España)
El Ejército del Aire y del Espacio es uno de los tres ejércitos del que constan las Fuerzas Armadas de España y tiene asignado por medio del artículo octavo de la Constitución española la misión de garantizar la soberanía e independencia de España, el ordenamiento constitucional, defender su integridad territorial con cuidado especial en su espacio aéreo y mantener la seguridad internacional, en operaciones de paz y ayuda humanitaria.

## Historia

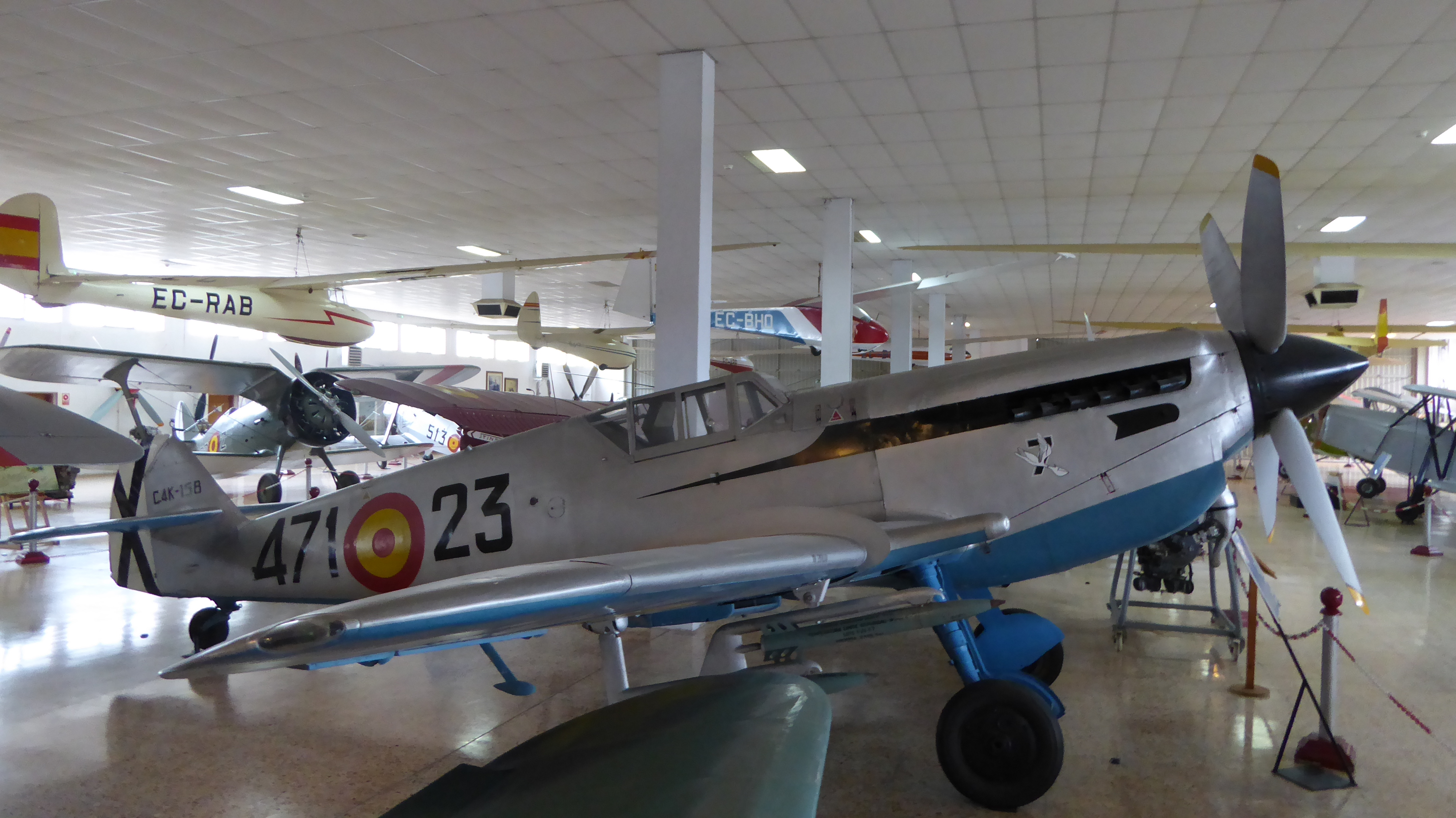
Se conservan numerosos aviones y helicópteros ya retirados que prestaron servicio en el Ejército del Aire español o sus antecesores en bases aéreas y museos como el museo de Aeronáutica y Astronáutica.

### Primeros años

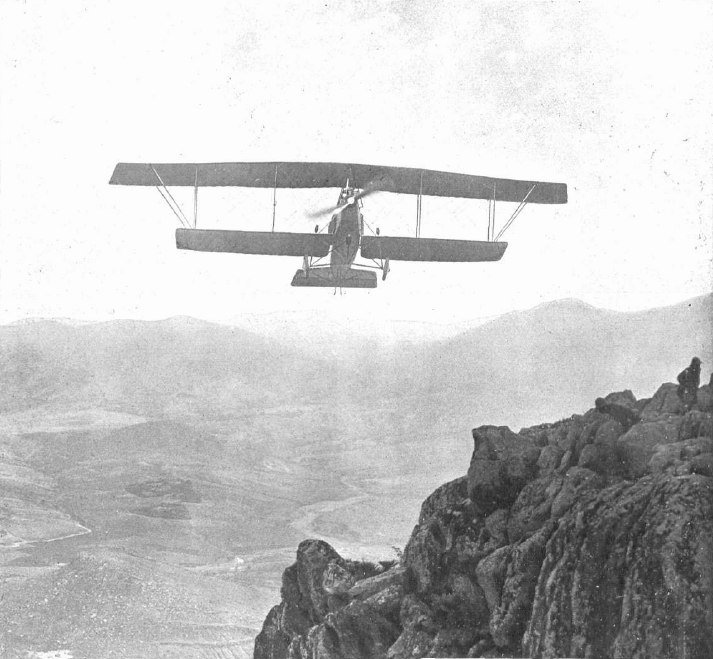
Un aeroplano Lohner Pfeilflieger del ejército español volviendo a su base en la zona de Tetuán en 1913.

El 2 de abril de 1910 se hace mención por primera vez a la aviación militar en España por medio de una real orden que decreta «el estudio, por los Servicios de Aerostación, Aeronáutica y Aviación del tipo de aeroplano más conveniente para el ejército, así como la creación del laboratorio de aerodinámica». El «nacimiento» de la aviación militar en España se considera que ocurre en febrero de 1911, cuando en el aeródromo de Cuatro Vientos, en Madrid, llegan los primeros aviones Henri Farman y comienza el primer curso de vuelo para militares.
De estos servicios de aeronáutica se encargará el Cuerpo de Ingenieros, así como del dirigible España. Más tarde, el 28 de febrero de 1913, cuando la aviación militar cuenta ya con algunos pilotos, observadores y medios, se crea por real decreto el Servicio de Aeronáutica Militar, dividido en la rama de Aerostación y la de Aviación. Este servicio, que está a las órdenes del coronel Pedro Vives Vich, depende únicamente del ministro de Defensa, estando vinculado todavía a la Sección de Ingenieros del Ejército. Dos meses después, el 16 de abril de 1913 se aprueba el emblema del actual Ejército del Aire y del Espacio.

### España en África

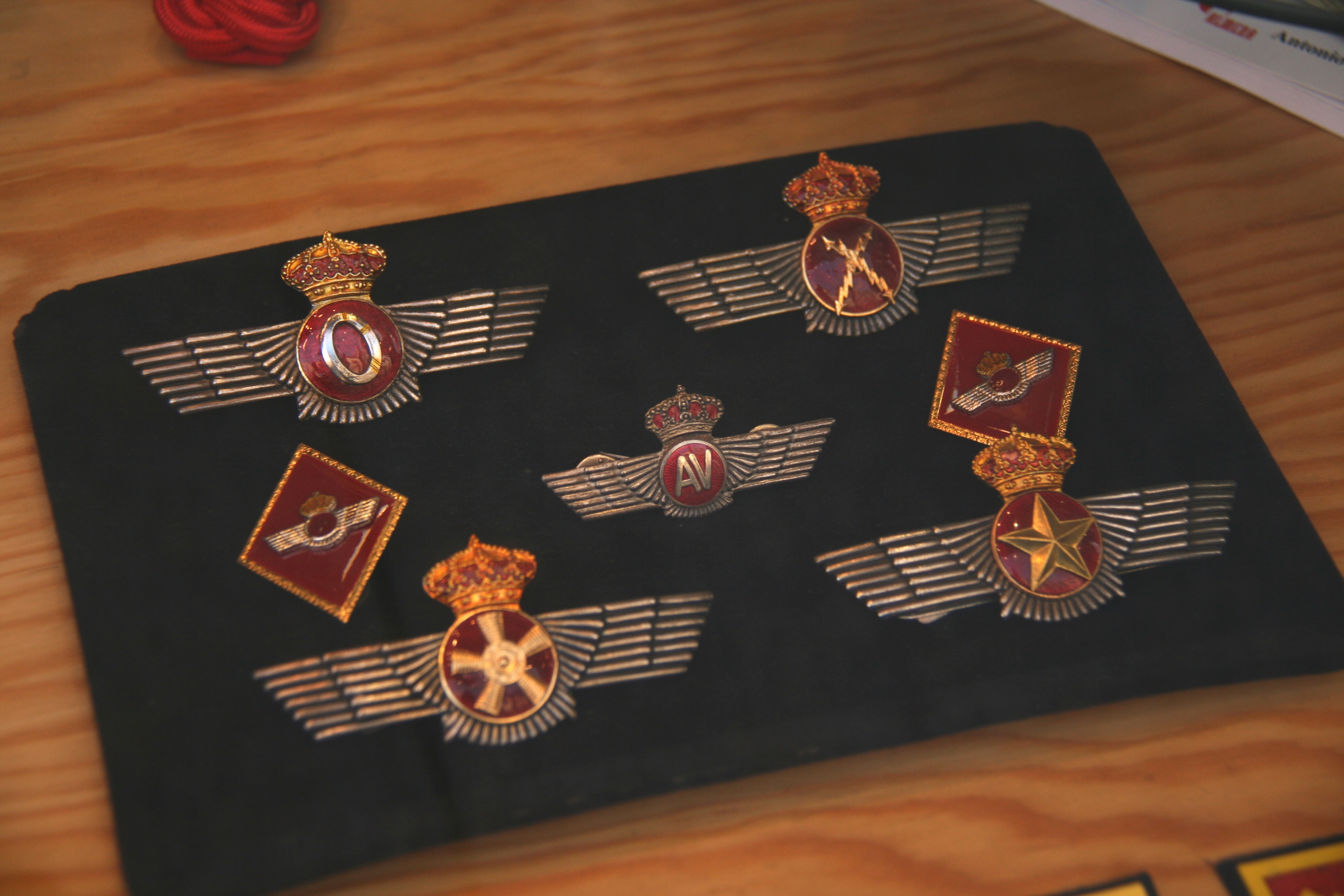
Distintivos

El 18 de octubre de 1913, se recibió en el aeródromo de Cuatro Vientos (Madrid) un telegrama del Ministerio de la Guerra en el que se ordenaba la inmediata preparación de una escuadrilla de aviones y un parque móvil, al objeto de que estuviesen dispuestos para su traslado a Marruecos si se requerían sus servicios en aquel lugar. La escuadrilla, al mando de capitán Alfredo Kindelán, estaba compuesta por cuatro biplanos de hélice impulsora y plano estabilizador tipo canard Maurice Farman MF.7, cuatro biplanos biplazas Lohner B-1 Pfeilflieger y tres monoplanos biplazas Nieuport IIG. A finales de octubre de 1913, la unidad llegó a Ceuta y muy pronto, el 2 de noviembre, un Nieuport IIG tripulado por el teniente Alonso y el teniente de navío Sagasta realizó el primer vuelo español en África. Al día siguiente, otros cinco aviones efectuaron un reconocimiento fotográfico sobre Laucién, junto a Tetuán.
El 5 de noviembre (el 24 del mismo mes según otras fuentes), uno de los Lohner B-1 realizó la primera misión de bombardeo de la Aeronáutica Militar Española (AME) y también la primera en la historia aeronáutica que se llevó a cabo de forma sistemática y coordinada. Para ampliar un poco la información sobre este bombardeo es interesante recordar que el Lohner B-1 incorporaba un rudimentario visor de bombardeo Carbonit, adquirido en Alemania en 1912, y que las bombas lanzadas en el sector de Laucién podrían ser de 3,5 o bien 10 kg.
El 19 de noviembre, cuando un Farman MF.7 realizaba una misión de reconocimiento sobre el Monte Cónico, la AME registró sus dos primeros heridos por fuego antiaéreo (de fusilería en este caso).
Durante el mes de diciembre de 1913 llegaron a Tetuán tres monoplanos monoplaza Morane-Saulnier G.14, procedentes de una donación particular, con los que se formó una escuadrilla. El 13 de ese mismo mes, los Farman de la nueva base de Arcila efectuaron la primera misión conjunta con el Ejército, prestando apoyo cercano a las tropas que operaban contra la cabila de Anghera en el sector de Ben-Karrich.
El 7 de febrero de 1914, arribaron al aeródromo de Zeluán (al sur de Melilla) tres monoplanos biplaza Nieuport VIM, con los que se constituyó una escuadrilla; uno de estos aparatos, en su ruta de traslado a África, efectuó la primera travesía aérea del Estrecho en vuelo directo Sevilla-Tetuán.
Sin embargo, España en la Primera Guerra Mundial se mantuvo neutral, por lo que hasta bien entrados los años veinte no conoció varios avances que se descubrieron en esa guerra, hasta el desembarco de Alhucemas de 1925, el primer desembarco aeronaval de la historia mundial que tuvo éxito.

### Guerra civil española
Durante la guerra civil española, la aviación militar española quedó dividida en dos: las Fuerzas Aéreas de la República Española (F.A.R.E.), creadas por el Gobierno de la República, y la Aviación Nacional, creada por el ejército sublevado. Durante mucho tiempo, la República tuvo superioridad aérea en gran parte de las zonas.
En el lado de los militares sublevados dirigidos por el general Franco, además de aviadores italianos y alemanes encuadrados en la Aviación Legionaria y en la Legión Cóndor, hubo otros tripulantes extranjeros que, a título personal, prestaron servicio en unidades aéreas españolas. En la aviación de la República, aparte de los componentes del Cuerpo Aéreo soviético del coronel Smuschkevich, general Douglas, y de la escuadrilla francesa de André Malraux, también vinieron, individualmente, aviadores a luchar.
En julio de 1936 ya llegan los primeros Junkers Ju 52 alemanes y Savoia-Marchetti SM.79 italianos entregados por sus respectivos Gobiernos. A principios de agosto entran en servicio los cazas Fiat CR.32 y Heinkel He 51, con los que los militares sublevados se hicieron los dueños del aire.

### Creación del Ejército del Aire
El 7 de octubre de 1939 se crea el Ejército del Aire, que alcanza por fin el grado de Ejército. El primer despliegue del Ejército del Aire en septiembre del 39 fue el siguiente:
- Región Aérea del Centro.
- Región Aérea del Estrecho.
- Región Aérea de Levante.
- Región Aérea del Pirineo.
- Región Aérea del Cantábrico.
- Fuerzas Aéreas de Baleares.
- Fuerzas Aéreas de África.
- Fuerzas Aéreas del Atlántico: 11 Escuadrilla. Fokker VII, Cabo Juby.

Material aéreo
El Ejército del Aire español formó 7 grupos de combate con material que había servido en el bando republicano:
- 16.º y 17.º grupos de bombardeo (Los Llanos, Albacete) equipados con Tupolev SB-2
- 24.º grupo de caza (Manises, Valencia) con I-15 bis
- 28.º grupo de caza (Son San Juan, Baleares) con Polikarpov I-16
- 33.º y 34.º grupos de asalto (Rabasa, Alicante) con Polikarpov I-15
- 45.º grupo de reconocimiento (Auámara, Marruecos) con Polikarpov R-5

Los siguientes aviones de la FARE se recuperaron e incorporaron:
- 20 Tupolev SB (16 se rindieron en Barajas, tres huyeron a Orán y fueron devueltos y uno capturado durante la guerra). El 1 de marzo de 1940 había 18 aparatos en servicio.
- 44 Polikarpov I-15, además de otros 63 en varios estados de fabricación, y con los aviones de nueva construcción se formó en 1941 el 33.º regimiento de asalto (Villanubla). Los 20 Polikarpov I-15 bis que habían pasado a Francia tras la caída de Cataluña, fueron devueltos y en 1940 estaban en servicio.
- 22 Polikarpov I-16 incorporados, aunque quedaban 20 en servicio en marzo de 1940. Se pudieron añadir otros 30 montados en Jerez de la Frontera con piezas recuperadas, y esos aparatos formaron el 26.º grupo de caza (Tablada).
- 9 Polikarpov R-5 (siete de ellos habían huido a Orán). Los nueve seguían en servicio en marzo de 1940.

De los 43 Heinkel He 111 enviados por Alemania, 15 quedaron en servicio en la Fuerza Aérea Española al finalizar la guerra. Durante los años 1938 a 1944, Hispano Aviación construyó 100 CR.32 que denominó HA 132L y también reconstruyó algunos a partir de células procedentes de la Guerra Civil, así como unos 40 biplazas de entrenamiento; algunos permanecieron en servicio hasta 1953. Además el arma de caza contaba con cinco escuadrillas de Messerschmitt Bf 109, tres del tipo E y dos de los modelos más antiguos.
La Legión Cóndor dejó en España casi 60 ejemplares del Heinkel He 111. A principios de 1943 España había recibido hasta unos 100 Heinkel He 111 que formarían la columna vertebral de las unidades de bombardeo hasta los años cincuenta. Todos los Do 17 alemanes supervivientes a la guerra fueron transferidos a unidades españolas en el verano de 1938, formándose el grupo 8-G-27.

### Segunda Guerra Mundial
En 1940 existían 172 aviones de caza y 164 bombarderos, de los que 13 eran Junkers Ju 52 de transporte. En esta época, debido a la guerra mundial y el aislamiento de España, el racionamiento de gasolina era tan estricto que cada hora de vuelo de un avión suponía un coste exorbitante. Así, buena parte de los recursos disponibles para el Ejército del Aire fueron a parar directamente a pagar los sueldos de la oficialidad remanente de la guerra, cuya fidelidad a Franco constituía el más firme puntal del Régimen. La penuria era tal que las actividades de Iberia debieron suspenderse por completo durante la mayor parte del año 1943, por falta del combustible.
Aun así se hicieron algunas compras, pagadas con materias primas en su mayoría, para reforzarse ante un eventual ataque aliado y compensar la obsolescencia de los aviones disponibles:
- Se compraron 3 He 111 J y 3 He 111 H, dedicados a sondeos meteorológicos, pero de los que se sospecha que fueron transferidos a España para efectuar reconocimientos meteorológicos en apoyo de la Alemania nazi (los aviones pasaban sus revisiones y puestas en hora de motores en bases aéreas alemanas en Francia, iban pilotados por españoles pero el resto del personal de vuelo era alemán). Los aviones estaban encuadrados en la escuadrilla de Sondeos Meteorológicos de Barajas, que dependía de la Dirección General de Protección al Vuelo del Ministerio del Aire.
- En noviembre de 1943 se firma la compra de 10 Ju 88 A-4. A los Ju 88 comprados se les unieron otros internados, a los que se les efectuaron reparaciones. El importe final de la factura que cobró Junkers ascendió a 7 500 000 RM, con lo que la cifra total de Ju 88 ascendió a 10 más 18 (internados).
- También en 1943 se compraron a Alemania 15 cazas de segunda mano Bf-109 F-2/F-4.
- En 1944 el Ejército del Aire adquirió 12 hidroaviones Dornier Do 24 para misiones de Búsqueda y Salvamento, por ello sin armamento, con base en Pollensa, Zona Aérea de Baleares. Las operaciones de los Dornier Do 24 sobre el Mediterráneo comenzaron en el verano del 1944, siempre en estrecha coordinación con los países implicados para evitar incidentes. También se adquirieron 12 hidroaviones Heinkel He 114 A a Alemania en 1943, que se destinaron a la Base de hidroaviones de los Alcázares. Los hidro Romeo Ro-43 italianos internados durante la guerra, fueron reparados e integrados en el 51 Regimiento, en la Base de Pollensa.

Asimismo se compró la licencia para construir en España 200 aviones de caza Messerschmitt Bf 109 y otros tantos bombarderos Heinkel He 111. También se fabricó bajo licencia en Sevilla el CR.32, ya obsoleto, totalizando unos 100 ejemplares. También se fabrican bajo licencia 170 aviones de transporte Ju 52 como CASA 352.

#### Incidentes en España
Las violaciones del espacio aéreo español por parte de los Aliados y Alemania fueron frecuentes. En el Cantábrico, debido a la persecución sobre los submarinos alemanes (que contaban con apoyo, o al menos la tolerancia de las autoridades españolas) que realizaban la Royal Air Force, Armada de los Estados Unidos y Fuerzas Aéreas del Ejército de los Estados Unidos, la presencia de aviones de patrulla era habitual. Como anécdota, el escuadrón 307 de la RAF volaba en 1943 en busca de aviones alemanes y para combatir la rutina sobrevolaban la costa cantábrica española a baja altura, por lo que el gobierno español manifestó enérgicamente su protesta varias veces. Asimismo los aviones alemanes perseguían a convoyes aliados en el Atlántico y Mediterráneo y protegían a sus submarinos en el Cantábrico. Esto hizo que no pocos aparatos fueran dañados en combate y se vieran obligados a aterrizar en España.
Cabe destacar el derribo de 2 aviones estadounidenses por cazas, uno en Marruecos (un P-38 de la USAAF) y otro en Canarias (un Catalina de la Armada de los Estados Unidos basado en Agadir). Asimismo 15 aviones ingleses de patrulla marítima fueron derribados por fuego antiaéreo en Canarias (2), el Cantábrico (9) y el Mediterráneo (4).
Como consecuencia de la guerra, numerosos aviones italianos, alemanes, estadounidenses y británicos aterrizaron averiados en España. La mayor parte se estrelló y de los que quedaron intactos al final de la guerra, prácticamente todos fueron desguazados.

#### Escuadrilla Azul

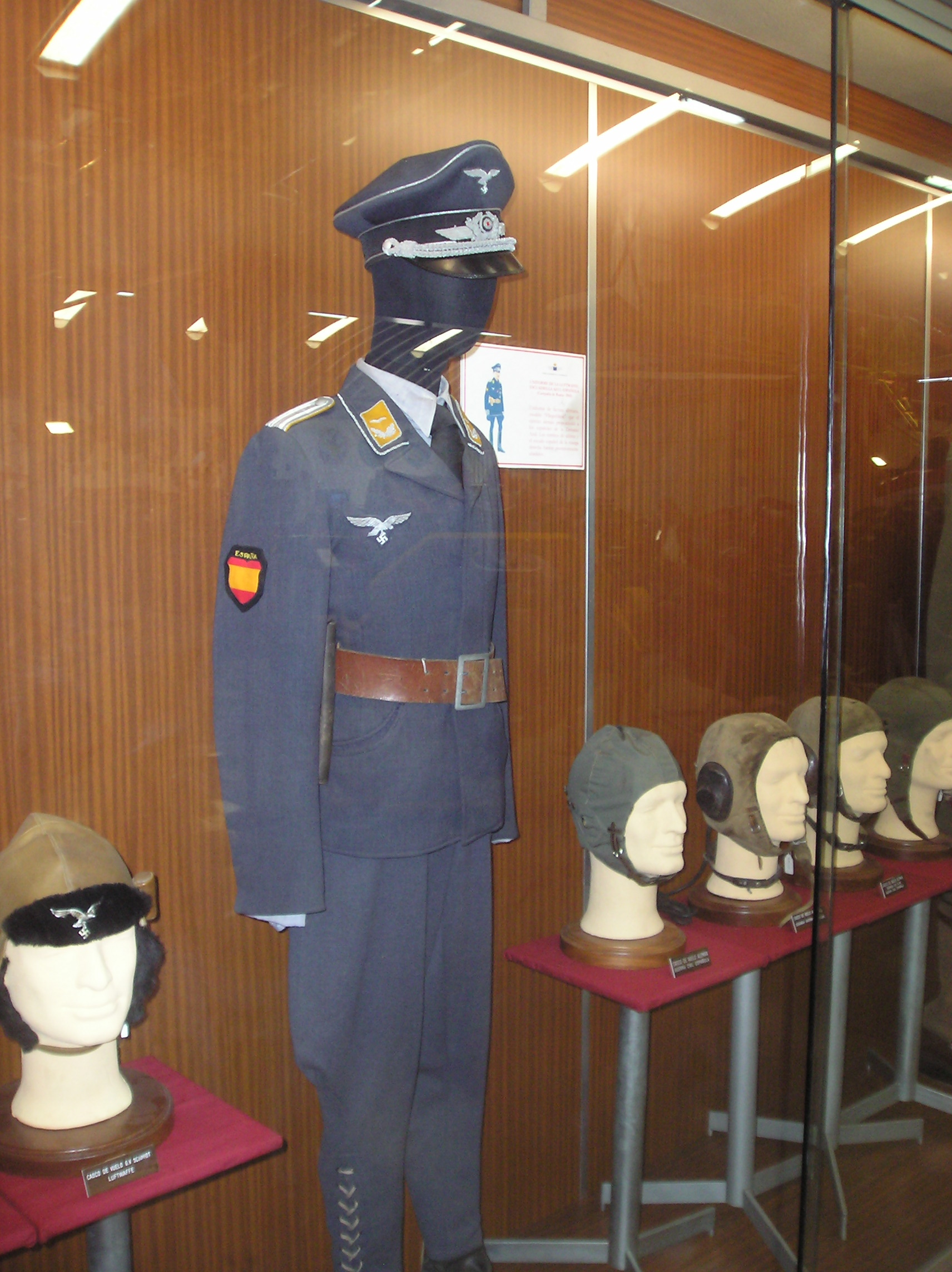
Uniforme de piloto perteneciente a la escuadrilla azul.

En 1941, tras la invasión alemana de Rusia, se crea la Escuadrilla Azul para apoyar a la Luftwaffe en sus operaciones en el frente ruso, con el fin de devolver a Alemania el apoyo que esta había prestado al Ejército Nacional con la Legión Cóndor durante la guerra civil española, por lo que a lo largo de 4 años, 5 escuadrillas, que se relevaban cada 6 meses, combatieron en el Frente Ruso numeradas así: 1.ª, 2.ª, 3.ª, 4.ª y 5.ª.
La Escuadrilla Azul se adscribió al 27 Grupo de Caza (JG27) de la Luftwaffe, bajo el mando de Wolfram von Richthofen, que había mandado la Legión Cóndor. Sumando los derribados en vuelo y los destruidos en tierra, los pilotos de las escuadrillas azules destruyeron más de 170 aviones. Esto les costó 19 muertos y desaparecidos en combate, 1 prisionero y 5 heridos.

### Posguerra

#### Material aéreo

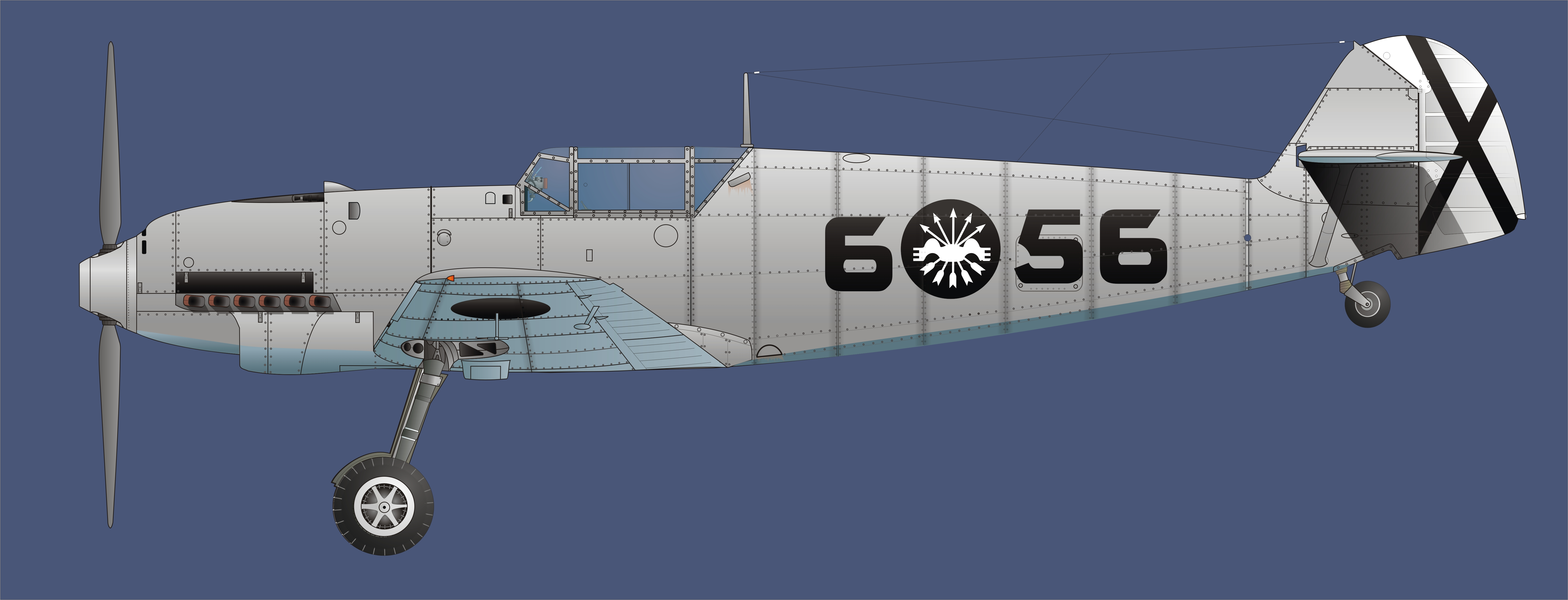
Messerschmitt Bf 109 C de la Legión Cóndor.

La fuerza aérea era heredera directa de la Luftwaffe (Wehrmacht) y de la aviación fascista italiana, en lo que a material y métodos se refiere, después del fin de la guerra civil española y durante la II Guerra Mundial.
- La versión española del Messerschmitt Bf 109 era en 1945 el único avión de caza no demasiado obsoleto que la industria nacional comenzó a fabricar, y lo fue durante más de una década. La fabricación de estos aviones empezó muy tarde, tras la derrota del Eje, cuando ya eran de tecnología desfasada. En 1952 comienzan las entregas del Bf 109 G fabricado en España por Hispano Aviación con motores Hispano Suiza denominado HA-1109 (tipo C-4J) primero y más tarde denominado HA-1112 (tipo C-4K) motorizados con Rolls-Royce Merlin británicos sobrantes de la guerra. Debido al aspecto abultado del radiador del motor Merlin, el avión se ganó el mote de «Buchón». Su obsolescencia ya en plena era de los aviones a reacción impedía usarlos como avión de caza, por lo que se les dio un nuevo uso como avión de ataque. Estos aviones dotaron a las Alas de Caza 7 de El Copero y 47 de Tablada. También estuvieron destinados en Gando y El Aaiún. Su actuación militar más importante tuvo lugar entre 1957 y 1958 durante el conflicto de Ifni. Continuaron en servicio hasta 1965.
- España adquirió la licencia de fabricación del Heinkel He 111 en 1942, que serían producidos con la denominación CASA 2111. Un año más tarde llegó a España un ejemplar del He 111 H, que fue acompañado posteriormente por otro H internado en España. El primer avión fabricado voló en 1945, demostrando la mala calidad de los motores fabricados en Alemania, por ser los años últimos de la guerra. CASA finalmente consiguió con gran éxito poner en vuelo 130 de los 200 aviones pedidos en 1949, que posteriormente emplearon motores Rolls-Royce Merlin, y estos aviones fueron dados de baja o reconvertidos. Más tarde se construyeron los 70 restantes, con motores Merlin.
- CASA construyó 170 aviones Ju 52, conocidos como CASA 352 -L, impulsados por motores radiales BMW 132. La fabricación empezó en 1942.

Además estaban los aviones más modernos, adquiridos a Alemania durante la II Guerra Mundial. La cifra más alta de Junkers Ju 88 en estado operativo ascendió a 28 unidades entre los años 1945-46, que coincidió con el bloqueo aliado impuesto a España. Por ello, en esos años en España raro era el avión que volaba a consecuencia del embargo de petróleo. Consecuencia de ello fue la degradación de las ruedas de caucho sintético, que, unido a la ausencia de hangares, contribuyó a que los Ju 88 que estaban expuestos a las inclemencias del tiempo se degradasen rápidamente. La solución fue subirlos a gatos hidráulicos. Además eran aparatos construidos para condiciones de guerra, con lo que la esperanza de vida de las unidades destinadas al frente eran de pocos cientos de horas y no para durar años y años, como en tiempos de paz. Aun así, los Ju 88 duraron hasta bien entrados los años 50.
Además se empiezan los proyectos de aviones de transporte españoles, son los Azor y Alcotán.

#### Paracaidistas
Tras finalizar la guerra, el 18 de marzo de 1946 se crea la 1.ª Bandera de la 1.ª Legión de Tropas de Aviación, al mando de un comandante, que será la primera unidad paracaidista de la historia de España. En 1953 esta unidad recibirá el nombre de 1.ª Bandera de Paracaidistas de Aviación, que de 1957 a 1958 participará en las operaciones en Sidi Ifni.

### Tratado de cooperación militar con Estados Unidos

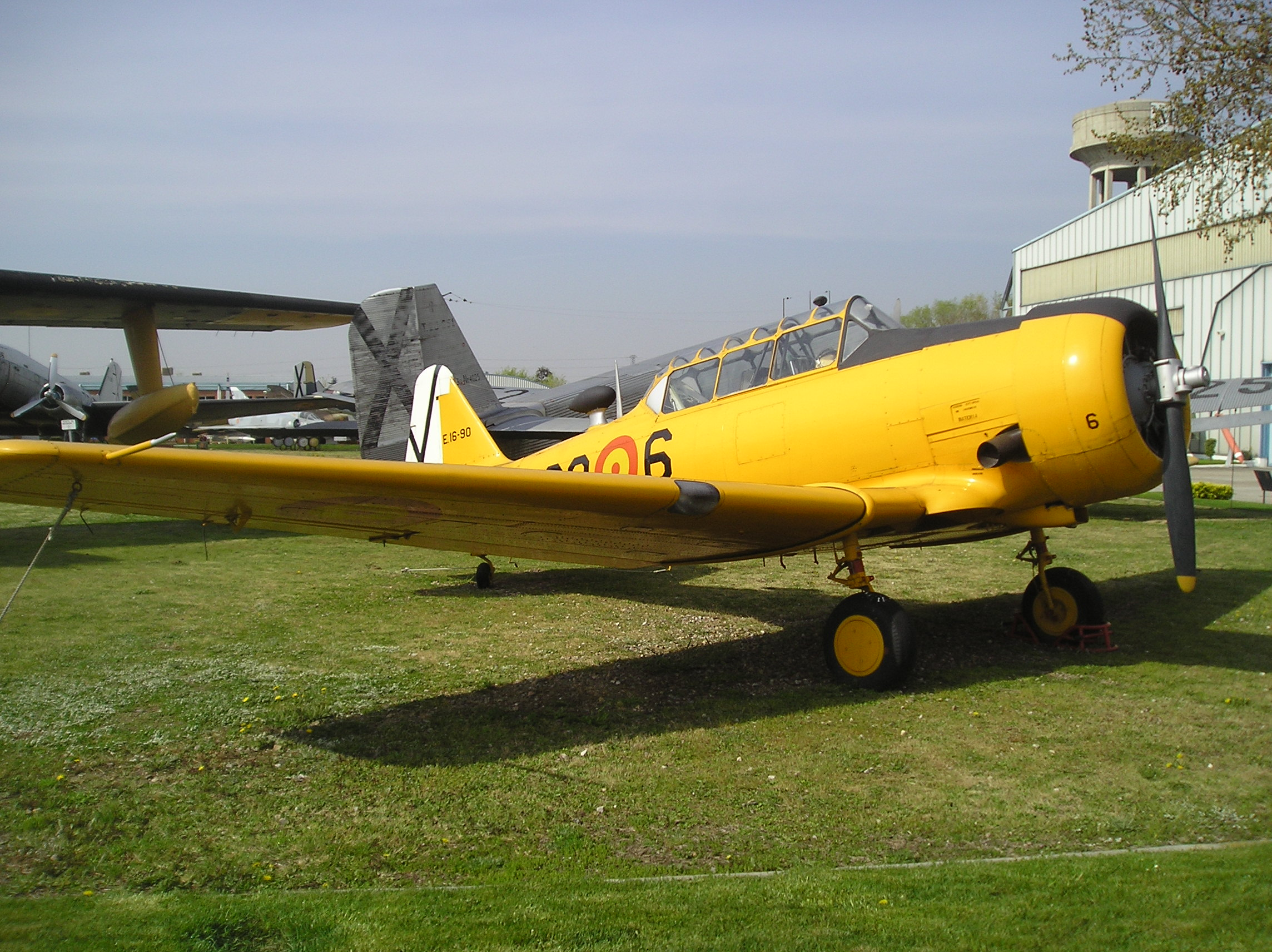
T-6 del Ejército del Aire, Museo de Cuatro Vientos.

En 1953 se firma el tratado con Estados Unidos, quien fue el proveedor de material que sustituyó al fabricado bajo licencia alemana. En resumen, por el tratado con EEUU se recibieron cazas F-86 Sabre, de entrenamiento Lockheed T-33, entrenadores de hélice T-6 Texan, aviones de transporte DC-3 y DC-4, y aviones de patrulla y salvamento marítimo Grumman Albatross. Años después se entregarían cazas Lockheed F-104 Starfighter y F-4 Phantom II, de transporte Caribou y C-97 Stratofreighter, aviones cisterna Boeing KC-97 Stratotanker y helicópteros Bell 47 y UH-1 Iroquois.

#### La guerra de Ifni

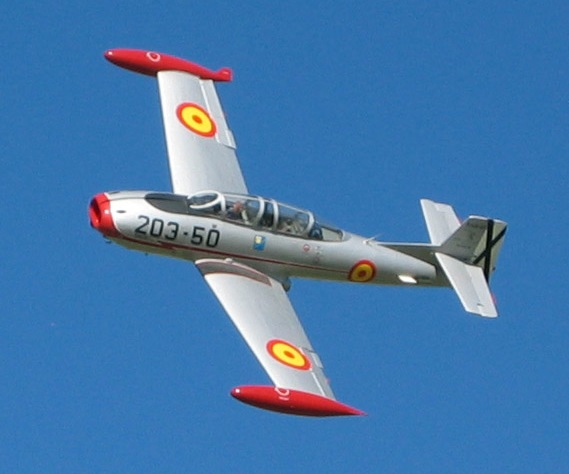
Modelo español HA-200 Saeta

El Ejército del Aire español, en pleno proceso de reemplazo de sus viejas unidades, tuvo que defender entre octubre de 1957 y abril de 1958 el territorio de Sidi Ifni con armas obsoletas repotenciadas de emergencia, que incluyeron algunos de los materiales recientemente recibidos de la ayuda americana, como los aviones de transporte T.3, los aviones de salvamento marítimo Grumman Albatross AD.1 y aviones de entrenamiento armados T.6.

### De 1970 a la actualidad

#### Los Mirage del Ejército del Aire
En los 70 se inició una etapa en la que se adquirieron nuevas aeronaves, se accedió a tecnología de otros países europeos y se consolidó una industria aeronáutica propia.

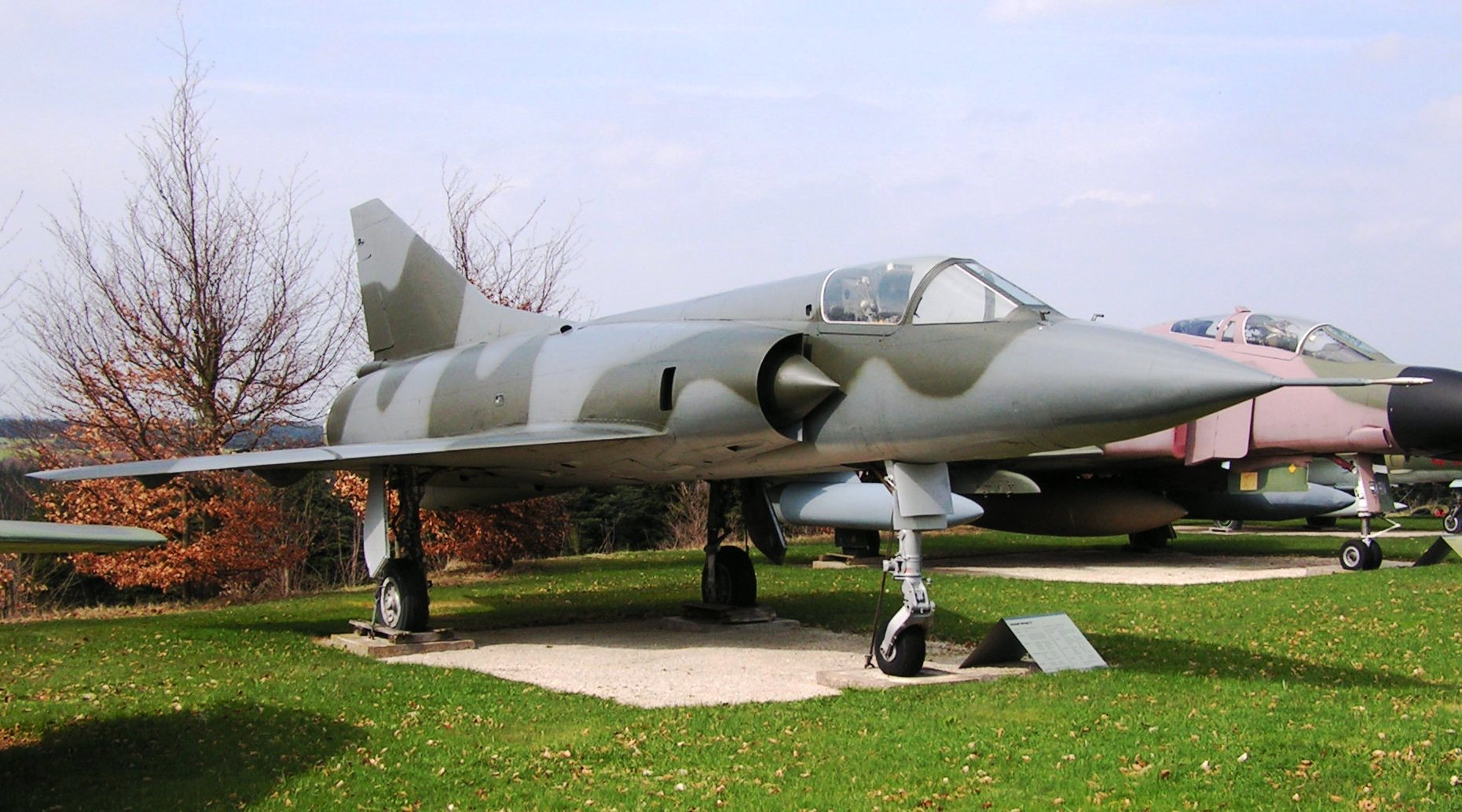
Las adquisiciones de cazas Mirage III a Francia fueron la base de la renovación del Ejército del Aire en España.

Así se adquirió el Mirage III, comprado a Francia en 1970, y posteriormente el Mirage F1. En estos años se realizó la sustitución de aviones ya superados, como los F-86 Sabre y F-104 Starfighter.
El 20 de junio de 1970 se produjo la llegada de los primeros Mirage III (24 monoplazas EE y 6 biplazas DE, denominados C.11/CE.11 por el Ejército del Aire) adquiridos a Francia, que fueron destinados a la B.A. de Manises (Valencia), que sería su base durante toda su vida operativa, para equipar el Ala n.º 11. Esta decisión histórica inició la adquisición de material aéreo en Francia, diversificando las fuentes de aprovisionamiento.
Los primeros 15 ejemplares de Mirage F1 CE llegaron a la Base Aérea de Los Llanos, en Albacete. Elegida su base por sus condiciones geoestratégicas, el 18 de junio de 1975, constituyendo el Ala n.º 14. El avión fue denominado por el Ejército del Aire como C.14.
En 1976 se encargaron nueve aviones más y dos años después hubo un tercer pedido de 48 nuevas unidades, entre ellos seis F1BE biplazas (CE.14) y 24 F1 EE, versión más avanzada que el F1 CE. Todos los aviones quedaron en Los Llanos, excepto los F1 EE, que se asignaron al Ala n.º 46 en la Base Aérea de Gando en Telde (Las Palmas). Entre otras mejoras los F1 EE estaban equipados con sistema de navegación inercial y pértiga de reabastecimiento en vuelo.
En los años 1990 se produjo la cesión de 1 Mirage III a Construcciones Aeronáuticas, para su reforma, ganado el contrato a Israel, y reformar los 22 Mirage III EE/DE supervivientes del Ejército del Aire. Los Mirage III, no se sustituyeron por Mirage F1 procedentes del Ala n.º 14, sino que se alternaron. Hasta que Defensa aceptó el Plan presentado por Francia, por el cual España compraba los F1 cataríes, y ellos venderles un Mirage superior. En el trato se proveyó al Ala 11 de la más alta tecnología (laboratorios, simulador de vuelo, etc.) que no se llegó a usar, directamente pasó a la chatarra. Despegaron los Mirage III hacia Getafe. Posteriormente llegaron los F1 Qataries, los cuales fueron redesplegados al Ala 14, dejando al Ala 11 como deseaban para darla de baja, y cerrarla el 18 de diciembre de 1997, ante la sorpresa de todos. Los F1 EDA, y DDA, son la designación de los F1 Qataries.
La pérdida de aparatos y el traspaso de varios al Ala n.º 11 dejó al Ejército del Aire corto de Mirages F1 para satisfacer las necesidades de las unidades equipadas con el avión (Alas 11, 14 y 46), por lo que se decide la adquisición de ejemplares adicionales. En 1994 se compra una partida de Mirage F1, 11 monoplazas EDA (C.14-C) y dos biplazas DDA (CE.14-C), que fueron entregados en dos lotes los años 1994 el primero y 1997 el segundo,al que se restó un aparato que se estrelló antes de su entrega. Los Mirages F1 EDA/DDA estuvieron en servicio con el Ala n.º 11 hasta el cierre de la B.A. de Manises en 1999, cuando fueron trasladados a la B.A. de Los Llanos, hasta el año 2002 en que fueron retirados una vez el programa F1M estuvo completo, al no estar incluidos en esta modernización (debido al retraso con el nuevo caza EF-2000, el Mirage F1 fue sometido a una modernización que afectó a 53 aviones). Además se adquirieron cuatro F1 C y un F1 B excedentes del Armée de l'air francés entre 1994 y 1995, que sí fueron incluidos en el programa F1 M. Como curiosidad, estos cuatro F1 C son los Mirage F1 más antiguos en servicio en el Ejército del Aire.
Los últimos 8 mirage F1 que quedaban en el Ejército del Aire en 2013, ya han sido dados de baja y sustituidos por el EF-2000 (C.16/CE.16).

#### La incorporación del rol apagafuegos

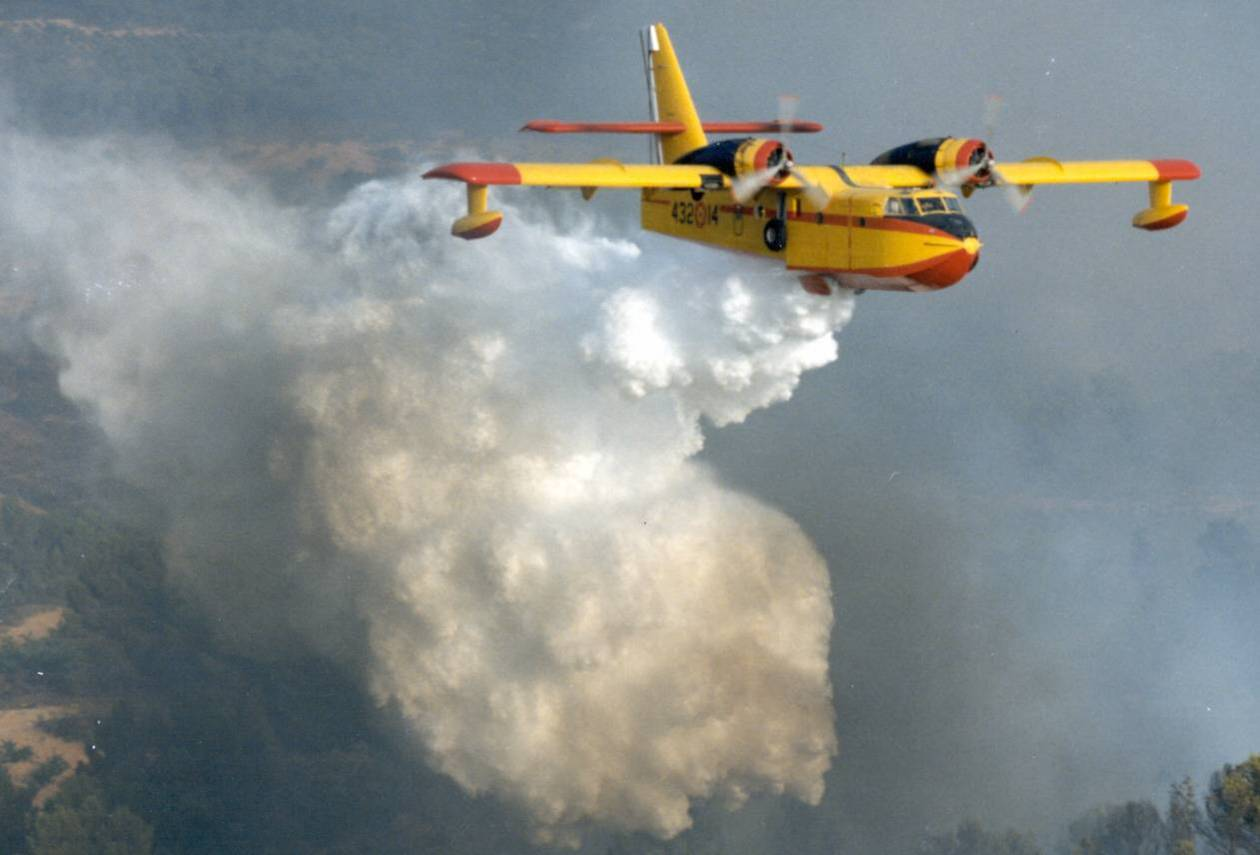
Uno de los primeros Canadair CL215 del 43 Grupo en plena descarga.

En España, el Ministerio de Agricultura de España, no era ajeno al grave problema de los incendios forestales, y decidió adquirir los primeros CL-215, que fueron recepcionados el 8 de febrero de 1971 en la Base Aérea de Getafe procedentes de Montreal, encuadrándose en el 803 Escuadrón de Fuerzas Aéreas. Fueron presentados al entonces príncipe de España, Juan Carlos de Borbón, y apadrinados por su hijo, el hoy rey de España, Felipe de Borbón y Grecia.
La primera misión del CL-215 fue una búsqueda SAR, al oeste del cabo Finisterre el 11 de marzo, y la primera misión de extinción se realizó el 9 de julio de 1971, en la provincia de La Coruña, con una tripulación mixta (canadiense y española). La primera extinción con una tripulación totalmente española se realizó el 23 de marzo de 1972, en la provincia de Cantabria.
A lo largo de su historia, la Unidad ha sufrido 8 accidentes graves, 5 de ellos con víctimas mortales, en los que han perdido la vida 15 de sus miembros.
Estos accidentes tuvieron lugar en el Monte Xiabre (Pontevedra, 8 de septiembre de 1976), Puerto Deportivo de Fuenterrabía (Guipúzcoa, 7 de marzo de 1977), Puerto de Valencia (11 de abril de 1977), Embalse de Beniarrés (Alicante, 12 de octubre de 1980), Embalse de Buendía (Cuenca-Guadalajara, 2 de marzo de 1981), Embalse de San Juan (Madrid, 13 de febrero de 1987), Aeropuerto de Lavacolla (La Coruña, 9 de septiembre de 1988) y la Bahía de Pollensa (Mallorca, 25 de marzo de 2003).

#### La llegada del F-18

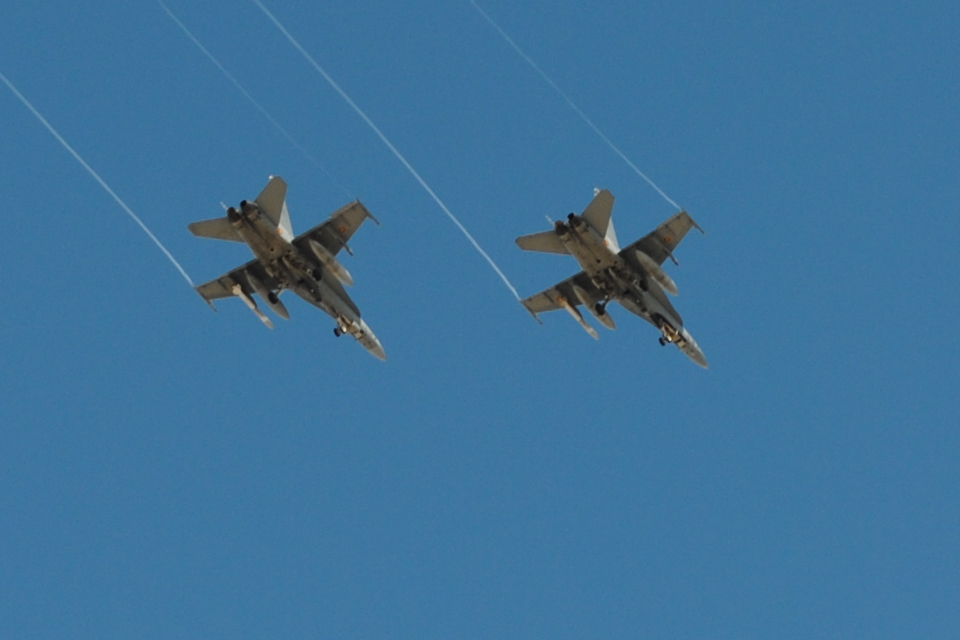
Una pareja de F-18 Hornet del Ala 15 del ejército del aire y del espacio español aterrizando en la base aérea de Zaragoza

Con la entrada de España en la OTAN se da a España más facilidades para acceder a armamento del arsenal occidental. Como a finales de los años setenta España contaba en su fuerza aérea con aviones C-12 F-4C Phantom, A-9 F-5 Freedom Fighter, C-11 Mirage III y C-14 Mirage F1, de los que el único moderno era el último, teniendo los demás 20 o más años desde su diseño original, se decidió la adquisición de un avión de combate de última generación.
Así el McDonnell-Douglas F/A-18 Hornet es seleccionado en 1983 y se realiza un pedido de 84 aparatos, que finalmente quedan reducidos a 72 aviones adaptados como versión McDonnell Douglas EF-18 Hornet. El primer avión F-18 español (C-15) que salió de la cadena de montaje fue el CE.15-1/151-01 (versión doble mando). Le siguieron los demás hasta totalizar los 72 C-15/CE-15 que llegaban a Zaragoza y Torrejón en vuelo directo desde la factoría norteamericana.
Se adquiere más tarde una partida de 24 F/A-18 de la US Navy; algunos de estos últimos habían sido usados como «Aggressors» en escuadrones de entrenamiento de combate aéreo. Así el 28 de diciembre de 1995 comenzaron a llegar estos aviones para integrarse en el Ejército del Aire. Al llegar los F/A-18A de la US Navy se decidió desplegarlos en la Base Aérea de Morón (Sevilla) en sustitución de los E-25 (C-101EB Aviojet), que volvieron a su base de origen de Salamanca. Como el material E-25 sustituyó a la flota de A-9/AR-9 (F-5/RF-5) a finales de 1992, de esta manera la Base Aérea de Morón volvió a recuperar su capacidad operativa plena.
A principios de 1999, para sustituir a los C-14 del 462 Escuadrón del Ala Mixta 46 de la Base Aérea de Gando (Las Palmas), que se trasladaron a Albacete, se inició un programa de reemplazo con material C-15 que culminó con el traslado íntegro de la unidad de C-15 de Morón.
En los años de la década de 1990, el Ejército del Aire participa en las guerras yugoslavas, con un destacamento de F-18 en la base italiana de Aviano, bajo mando de la OTAN. Los primeros C-15 llegaron a la zona constituyendo el Destacamento Ícaro en noviembre de 1994, en el que se relevaban aviones de los escuadrones de las Alas 12 y 15. Fueron apoyados por T-19 (CN-235) del Ala 35 (Getafe) y TK-10 (KC-130) Hércules del Grupo 31 (Zaragoza). Para estas misiones de combate fue necesario realizar mejoras de urgencia, a fin de dotar a los aviones de los sistemas mínimos para hacerlos compatibles con los del resto de la OTAN. Las misiones que realizaron los ya denominados por la OTAN, EF-18, eran diversas, destacando las de apoyo aéreo cercano (CAS), Interdicción (BAI) y supresión de defensas (SEAD) entre las más comunes.
El punto álgido se alcanzó en la primavera de 1999 durante la campaña de bombardeo de la antigua Yugoslavia (Operación Allied Force) cuando se volaron múltiples misiones nocturnas de ataque utilizando armamento guiado por láser, contra objetivos militares terrestres.

#### Otras compras

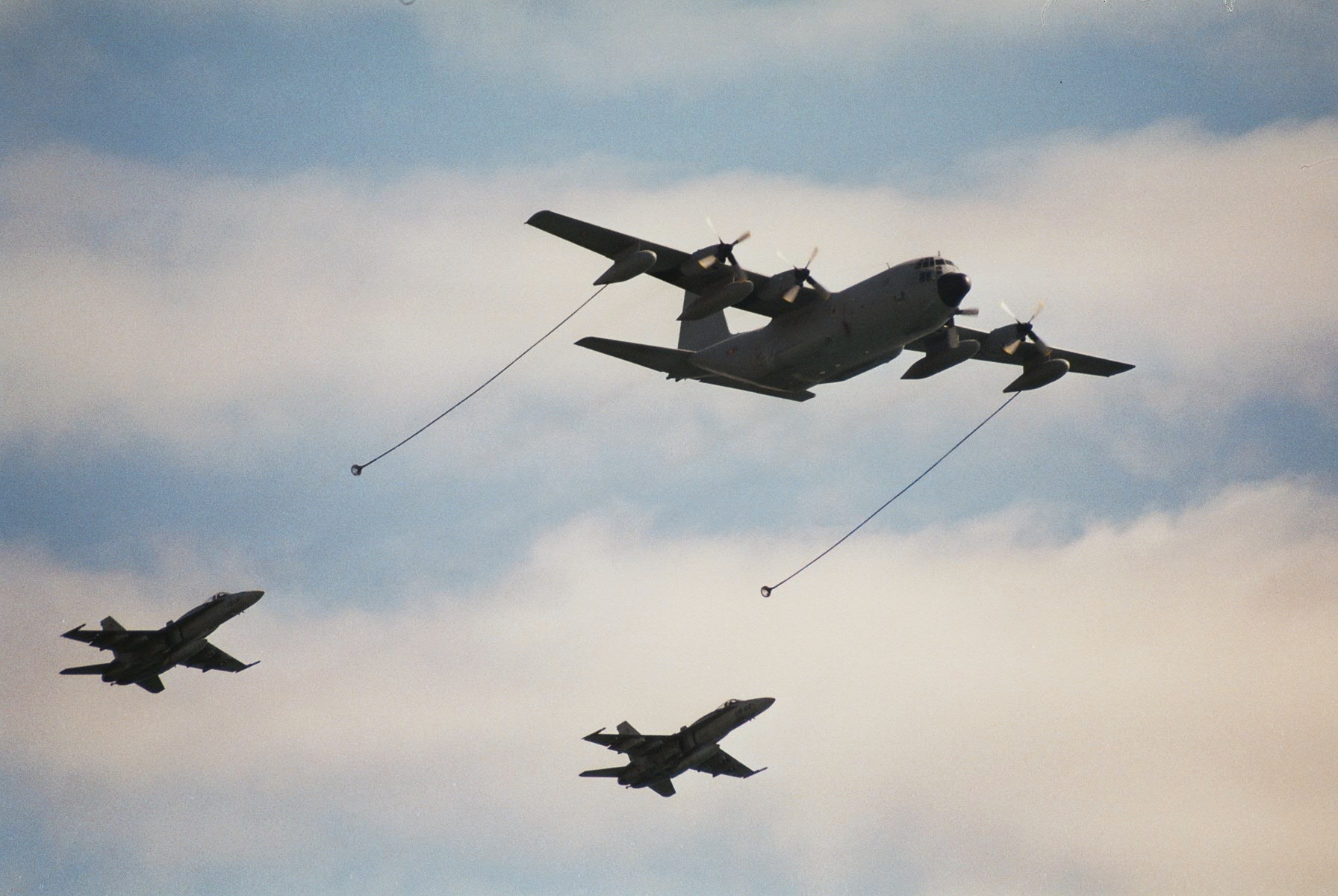
Un KC-130H Hércules del Ejército abasteciendo combustible en vuelo a dos F/A-18

En 1973 se incorpora a su base de Zaragoza el primer C-130 Hércules, con la denominación de T-10. En 1976 se compran tres unidades más, KC-130H cisternas (denominados TK-10). La flota de C-130 del Ejército del Aire y del Espacio español estuvo compuesta por 12 aviones que fueron retirados en 2020.10 de ellos fueron vendidos.
En enero de 1989 llegaron a Torrejón ocho RF-4C. Como el sistema de reconocimiento para el F-18 terminó cancelándose, se decidió potenciar la capacidad del RF-4 adquiriendo algunos RF-4C más, pero con mejores equipos. Así se recibieron seis aviones con un equipo más moderno de navegación y de reconocimiento táctico, que se unieron a los ocho en servicio. En octubre de 2002 se retiró el último RF-4C.
Además de estos, cinco P-3B Orion fueron adquiridos a la Fuerza Aérea Noruega en 1989, que se unieron a dos P-3A comprados con anterioridad.

#### Adquisiciones a industrias españolas

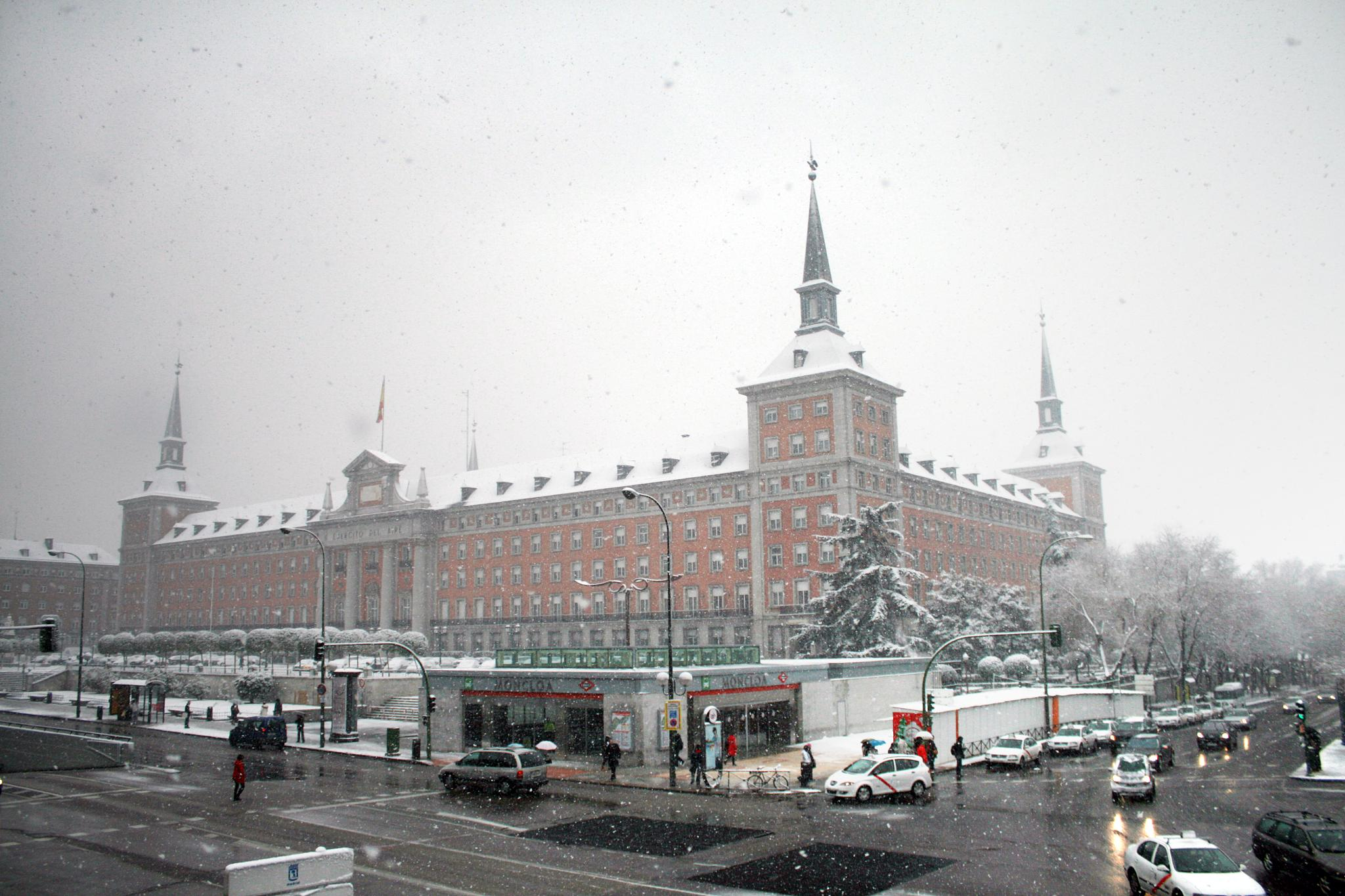
Cuartel General del Ejército del Aire y del Espacio en Madrid (antiguo Ministerio del Aire hasta la creación en 1977 del Ministerio de Defensa).

Desde la segunda mitad del siglo XX hasta la actualidad se han desarrollado en España varios aviones de gran rendimiento operativo como el Hispano Aviación Saeta, C-101, C-212, CN-235, C-295 y modernizado aviones comprados fuera (P-3, F-18, Mirage F1). El Ministerio de Defensa solicitó en 1978 un total de setenta C-101. El primer C-101 entró en servicio el 4 de abril de 1980 en la Academia General del Aire en San Javier. Además el C-101 está destinado al grupo de escuelas de la base aérea de Matacán.
El C-212 Aviocar se ha convertido en el mayor éxito alcanzado por la industria aeronáutica española, con ventas en muchos países. Los C-212 del Ejército del Aire han participado en varias misiones internacionales: destacamento aéreo de Guinea Ecuatorial, en funcionamiento desde 1979 hasta 1994 o en las primeras elecciones de Namibia. También han participado en las operaciones en la Antigua Yugoslavia.
Posteriormente, con una larga experiencia en la fabricación de aeronaves civiles y militares, España entró a formar parte del proyecto europeo del Eurofighter Typhoon y del avión de transporte europeo Airbus A400M.

#### Defensa espacial
En el año 2015 el Ejército del Aire asumió el control operativo del radar de vigilancia espacial de la Agencia Espacial Europea (ESA), ubicado en Santorcaz. En julio del año 2018 el Consejo de Seguridad Nacional acordó la elaboración de una Estrategia de Seguridad Aeroespacial. En diciembre del año 2019 comenzó a funcionar el Centro de Operaciones de Vigilancia Espacial (COVE), en las instalaciones del Grupo Central de Mando y Control, en la Base Aérea de Torrejón de Ardoz, encargado de abordar amenazas como la basura espacial, o cualquier otra que pueda afectar a la operación segura de los medios de que dispone España en el espacio. El COVE ejerce el control operativo del radar español de vigilancia del espacio (S3TSR) en Morón de la Frontera. En el año 2020 se creó el Consejo Nacional de Seguridad Aeroespacial.

##### Cambio de nombre
En el año 2022 se anunció el cambio de denominación de la rama aérea por primera vez en 83 años, pasando a denominarse «Ejército del Aire y del Espacio», con el objetivo de hacer más visibles los esfuerzos de adaptar la defensa de España a la nueva realidad.

## Estructura operativa
La unidad básica de la organización de la Fuerza es el Ala, compuesta por uno o más Grupos de Fuerzas Aéreas cada uno de los cuales suele tener dos escuadrones. Cuando existe un tercer Escuadrón suele tratarse de una unidad de transición o entrenamiento donde se encuadran las aeronaves de un nuevo modelo que dotará a la unidad o bien donde reciben entrenamiento los nuevos pilotos.

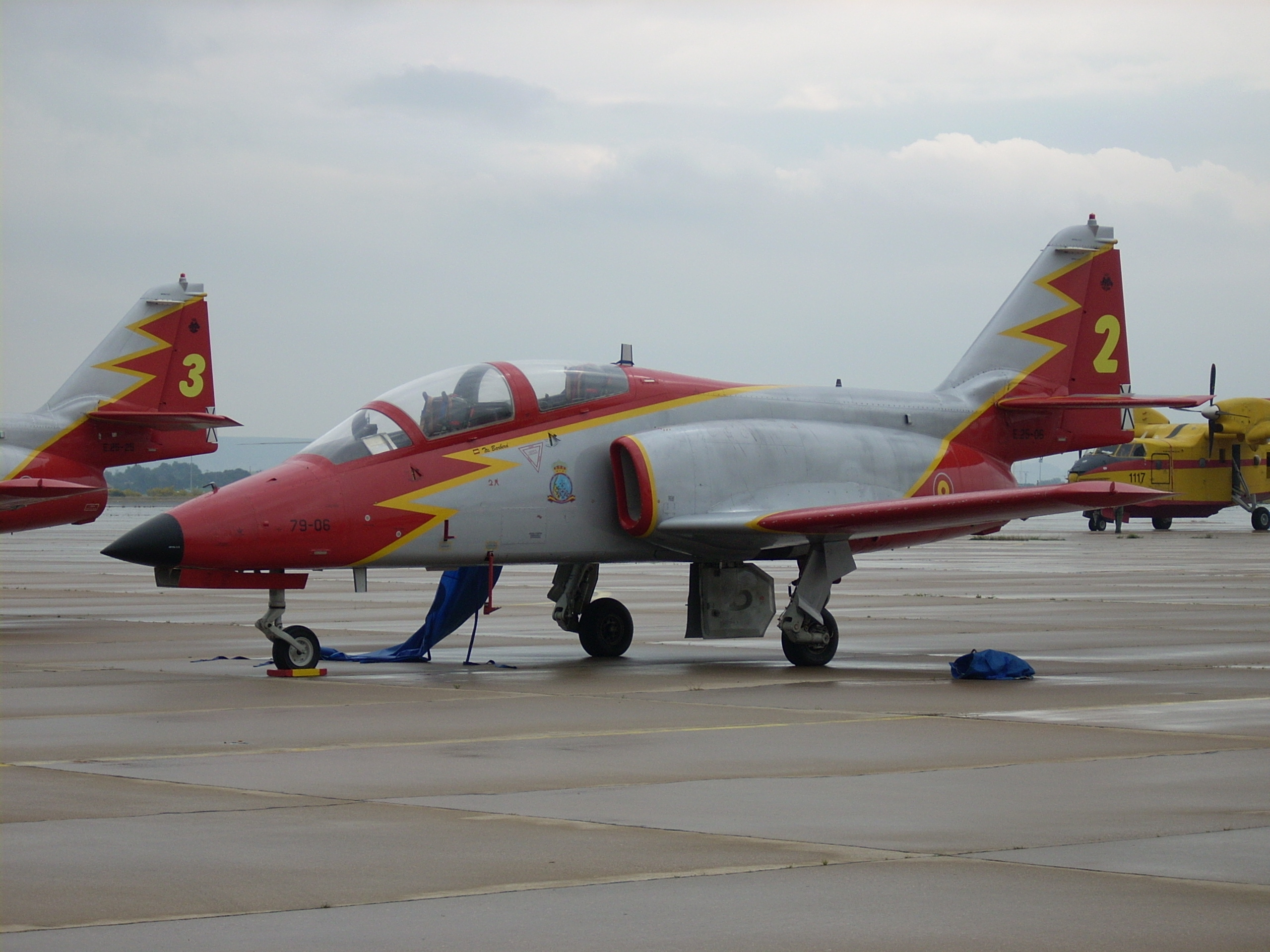
CASA C-101 «Mirlo».

Cada Escuadrón está integrado por un número variable de aeronaves, que pueden ser 18 o 24 aviones en el caso de los Escuadrones de Caza y Ataque. Así, el Ala 15, con base en Zaragoza, la forman dos escuadrones con 18 aviones F-18 cada uno.
Los aviones no están asignados al escuadrón como se había hecho con anterioridad sino que 'pertenecen' al Grupo de Material que los pone a disposición -según disponibilidad- para las misiones a realizar por los escuadrones operativos.
En caso de que sea necesario realizar operaciones en zonas alejadas de sus bases, puede formarse una fuerza expedicionaria que estará formada por un número de aeronaves, personal y elementos de apoyo en consonancia con la misión asignada y que pueden pertenecer a diferentes unidades formando un grupo expedicionario que estuviera formado, por ejemplo por aviones de transporte, aviones de caza y helicópteros de rescate, así como los elementos de apoyo y defensa terrestre o protección antiaérea necesarios.
Las aeronaves que utilizan las Fuerzas Aéreas son identificadas mediante su matrícula y su indicativo:

### Matrícula
La matrícula suele acompañar a la aeronave durante toda su vida y está formado por una, dos o tres letras seguidas de un punto y dos números separados por un guion. Las letras indican el tipo de avión, el primer número identifica a ese modelo dentro del tipo (p.ej. el C.15 es el 'caza 15') y puede ir seguido de una letra que indica la variante (p.ej. T-12B, 'Transporte 12, variante B'). Tras el guion, el número expresa el número de serie del aparato entre los de ese modelo que tiene el Ejército del Aire y del Espacio (p.ej. T-12B-29, aparato 29 del modelo T-12). La matrícula va pintada en la deriva vertical o en el sitio más próximo posible en caracteres de unos 10 cm de altura.
Las letra o letras corresponden a la función a la que se dedica o al tipo de aeronave, y sus significados son los siguientes.
Símbolo de aeronaves:
- A: Ataque (Aire-Tierra).
- B: Bombardeo.
- C: Caza.

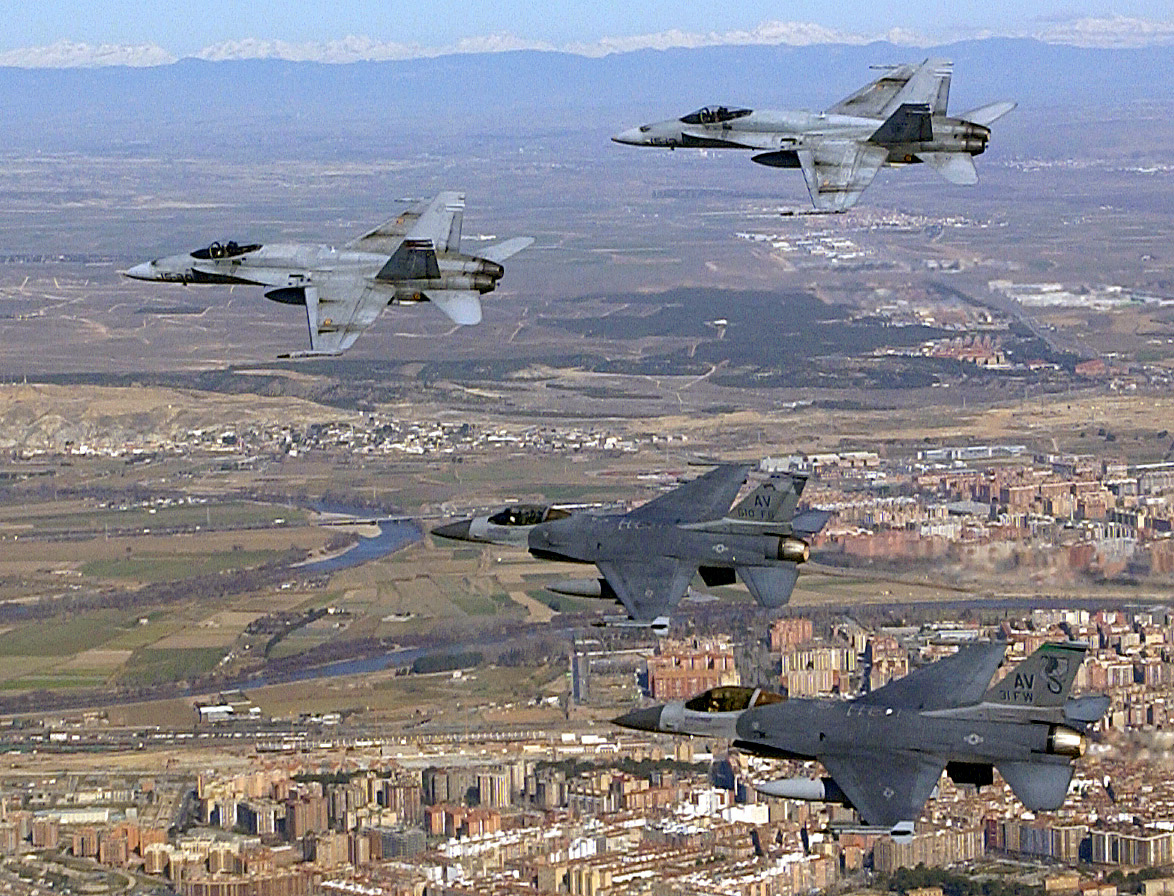
Escuadrilla conjunta de dos F-16 estadounidenses y dos EF-18 (C.15) españoles volando cerca de Zaragoza.

- H: Helicóptero / Hidroavión (en desuso).
- N: No Tripulado.
- T: Transporte.

Símbolo de misión:
- D: Salvamento.
- EF-18 (C.15) del Ala 12 del Ejército del Aire y del Espacio en LeónE: Enseñanza.
- K: Cisterna.
- M: Electrónica.
- P: Patrulla.
- R: Reconocimiento.
- U: Utilitario.

Símbolo de tipo:
- V: Velero (vuelo sin motor).
- V: Despegue vertical (VSTOL).
- X: Prototipo.

Ejemplos de matrículas:

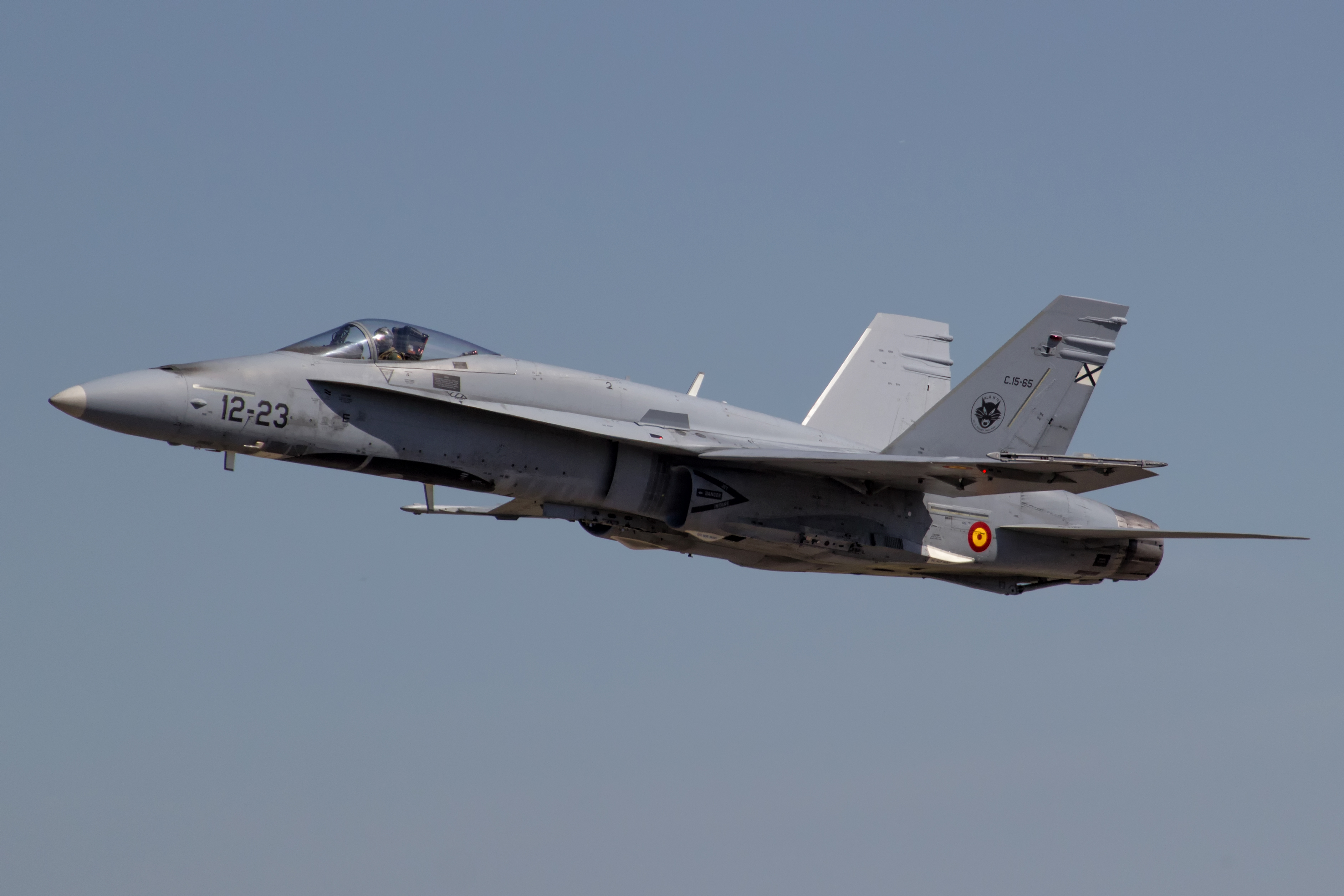
EF-18 (C.15) del Ala 12 del Ejército del Aire y del Espacio en León

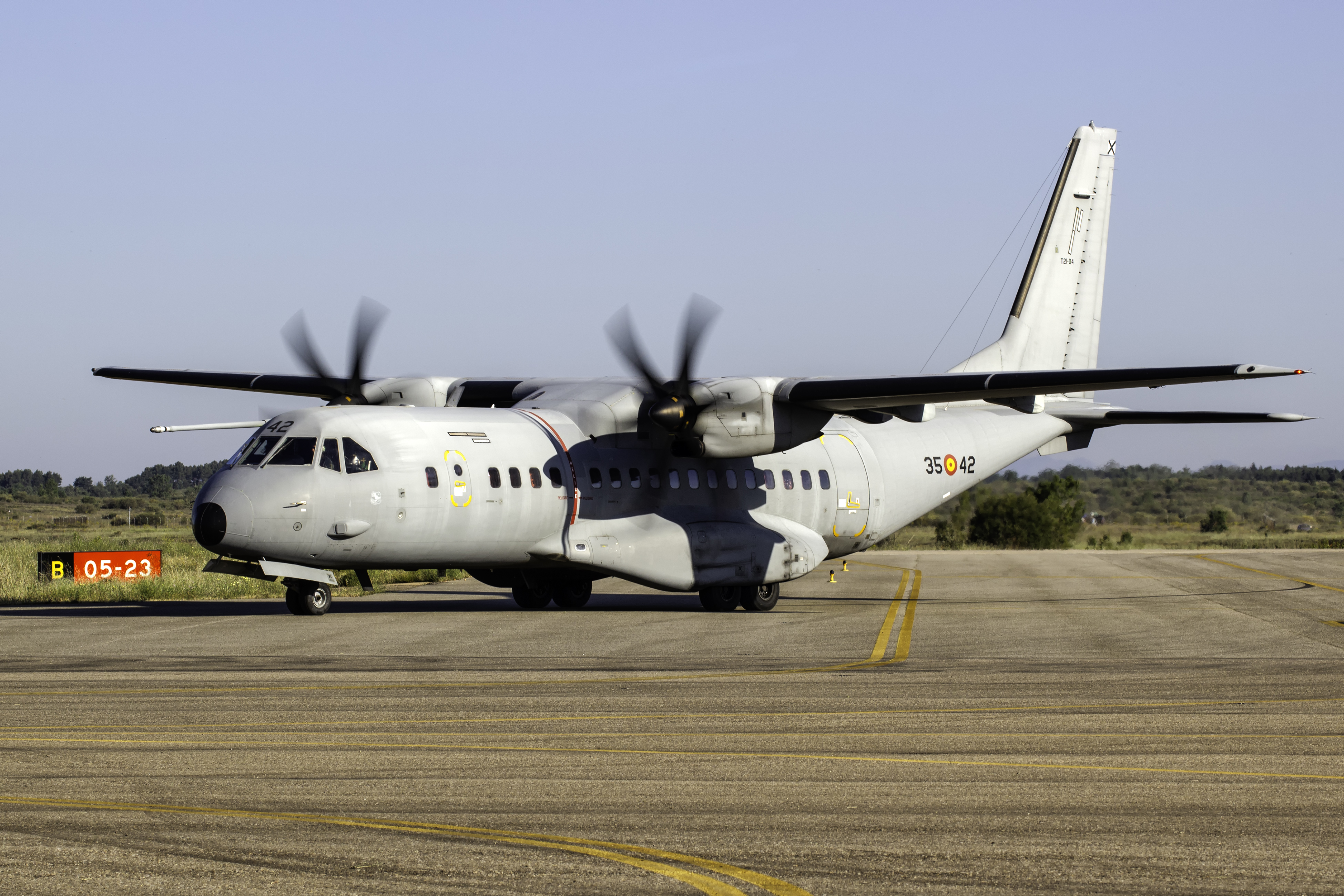
CASA C-295 (T.21) del Ala 35 del Ejército del Aire y del Espacio en la base de León

- UD14-04: Avión utilitario modelo 14, utilizado como apagafuegos y salvamento (Bombardier CL-415), número 4.
- TE.12B-41: Avión de transporte para enseñanza modelo 12 (CASA C-212 Aviocar) número 41.
- C.15-08: Avión de caza modelo 15 (McDonnell Douglas F/A-18 Hornet) número 8.
- XE.25-01: Prototipo del avión de enseñanza modelo 25 (CASA C-101 Aviojet/Mirlo) número 1.

### Indicativo

Medidas proporcionales del emblema aeronáutico de la Fuerza Aérea y Espacial Española (Ejército del Aire y del Espacio)

El indicativo figura pintado en ambos lados del fuselaje. Está formado por dos números, frecuentemente separados por la escarapela nacional o por un guion. La norma general es que vayan separados por la escarapela nacional en la parte posterior del fuselaje, tras el encastre de las alas, pero si la forma del avión no lo permite, se coloca el indicativo en la parte delantera, a ambos lados del fuselaje y la escarapela tras las alas.
El primer número identifica a la unidad a la que pertenece, y el segundo, al orden dentro de esta, que no es necesariamente correlativo ni cronológico.
Actualmente el número de la unidad corresponde al número del Ala, pero en otras épocas este número correspondía al Escuadrón. Hay Grupos y Escuadrones independientes que no están integrados en ninguna Ala.
Como regla general, los escuadrones dentro de las Alas se numeran con el numeral del Ala seguido del numeral del escuadrón formando una sola cifra. Ejemplo: el segundo escuadrón del Ala 11 será el Escuadrón 112, y el primero del ala 35 será el 351, pero las numerosas excepciones y cambios realizados en la práctica durante la historia hacen difícil establecer una regla general.
Ejemplos de indicativos:
- 43118 era el indicativo del avión matriculado UD.13-18, un Canadair CL-215 perteneciente al 431 Escuadrón (43 Grupo de Fuerzas Aéreas) que resultó accidentado en el embalse de San Juan.[4]
- 7953 es el indicativo del avión matriculado E.26-06, un Enaer T-35C Pillán/Tamiz de la Academia General del Aire, que lleva este indicativo tras las alas.
- 14-05 era el indicativo del avión matriculado C.14-05, un Marcel Dassault Mirage F1 del Ala 14 (destruido el 14/09/84) que llevaba pintado este indicativo en ambos lados del morro, mientras que la escarapela iba pintada a ambos lados del fuselaje tras el encastre de las alas.

## El Ejército del Aire y del Espacio hoy

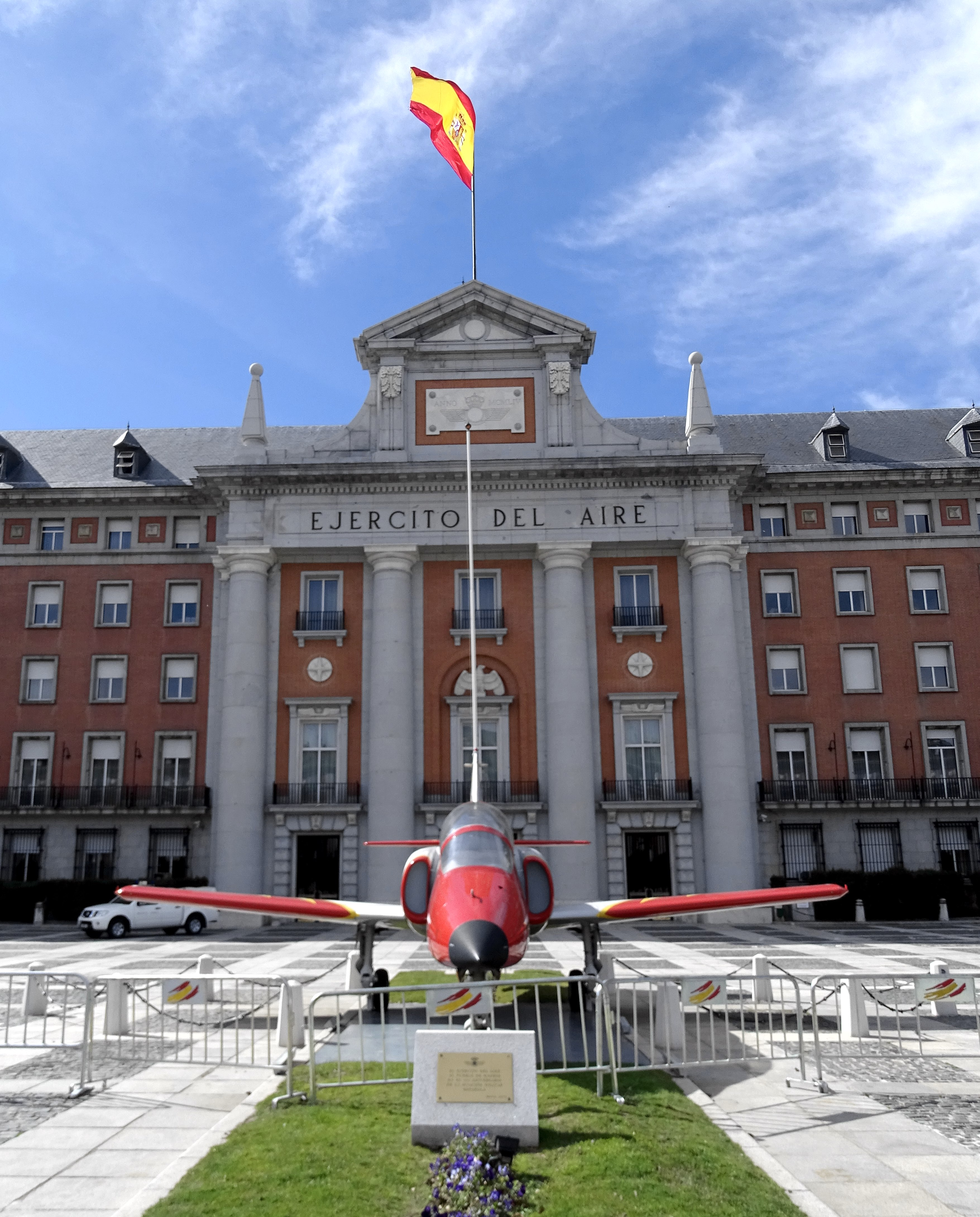
Cuartel General del Ejército del Aire y del Espacio en Madrid

El Ejército del Aire y del Espacio Español vive un proceso de grandes cambios con el objetivo de ser un Ejército cuantitativamente reducido, muy tecnificado y con unos medios técnicos de gran calidad. Hoy, el Ejército del Aire y del Espacio Español es una fuerza más pequeña (casi 50 % menor) que cuando estaba en servicio la anterior generación de aviones, con una flota operativa reducida a unas 650 aeronaves[cita requerida] según lo publicado en los Presupuestos para el año 2009 y 27 000 efectivos,[cita requerida] entre los que se incluyen 10 000 cuadros de mando, más de 11 000 militares profesionales de tropa y personal civil.
A continuación se explica qué misiones tiene el EA y cómo se organiza para llevarlas a cabo.
El Real Decreto 524/2022, de 27 de junio, dispone el cambio de denominación del Ejército del Aire por la de "Ejército del Aire y del Espacio".

### Las misiones del Ejército del Aire y del Espacio
- Defensa y control aeroespacial: El Ejército del Aire y del Espacio tiene encargada la misión de la defensa aérea y espacial del territorio español ante posibles agresiones, así como su control.[10] Aunque delega el control del tráfico civil en AENA. España tiene uno de los mejores Sistemas Integrados de Defensa Aérea que existen en Europa.[cita requerida] Es un escudo integrado de mando y control que consta de radares (EVA), en el que está integrada la artillería antiaérea, los barcos de la Armada, los aviones AWACS (Airborne Warning and Control System) y la aviación civil.

- Seguridad internacional: Dentro de las misiones asignadas al Ejército del Aire y del Espacio está la participación en operaciones de paz y desarrollo de operaciones de ayuda humanitaria. Puede consistir en aviones de transporte que se desplazan para realizar misiones de ayuda humanitaria o pueden ser unidades de combate, que España ha comprometido a disposición de diferentes Organizaciones Internacionales de Seguridad y Defensa. Si se requiere una intervención de las unidades de combate, el Ejército de Aire mantiene unas capacidades integradas por aviones de combate Mc Donnell Douglas F-18 «Hornet» y Eurofighter Typhoon. En relación con la aviación de transporte y apoyo al combate, en la que se incluyen aviones de transporte, helicópteros de búsqueda y salvamento, unidades de operaciones especiales y unidades médicas, es preciso resaltar que este conjunto de medios es el principal soporte de la capacidad expedicionaria.

- Bienestar de la población: Dentro de la misión de garantizar el bienestar de la población española, el Ejército del Aire y del Espacio realiza misiones como la extinción de incendios forestales mediante aviones apagafuegos Canadair CL-215T y Bombardier CL-415, operaciones de rescate y salvamento, actuación ante catástrofes y vigilancia aduanera. Otra de las misiones asignadas al Ejército del Aire y del Espacio es garantizar el bienestar de la población, con un número reducido de aeronaves (70) y efectivos (1200). Las áreas de actividad son la lucha contra los incendios o la vigilancia aduanera, y actúa como «agente operativo» para otros ministerios a través de convenios y procedimientos de compensación de servicios prestados.

## Organización del Ejército del Aire y del Espacio
El Ejército del Aire, bajo el mando del jefe de Estado Mayor del Ejército del Aire y del Espacio (JEMA), se estructura en Cuartel General, Fuerza Aeroespacial y Apoyo a la Fuerza.
Además, dependen directamente del JEMA su Secretaría Particular y el suboficial mayor del Ejército del Aire.

### Cuartel General del Ejército del Aire y del Espacio
Está constituido por el conjunto de órganos que encuadran los medios humanos y materiales necesarios para asistir al JEMA en el ejercicio del mando sobre el Ejército del Aire y del Espacio.
Está constituido por:
 Estado Mayor del Ejército del Aire y del Espacio (EMA):
Jefatura (SEJEMA)
Secretaría General del Estado Mayor (SEGE).
Sección de Coordinación (SECOR).
Sección de Relaciones Internacionales (SERIN).
Sección de Regulación, Inspecciones y del Servicio de Seguridad y Protección de la Información (SERIS).
Sección de Administración y Personal (SEAD).
Sección de Transformación Digital (SETD).
Secretaría Permanente del Consejo Superior del Ejército del Aire.
División de Planes (DPL).
Secretaría.
Sección de Estrategia y Planes (SEPLA).
Sección de Programas (SEPRO).
Sección de Planeamiento de Mando y Control, Sistemas Espaciales y Ciberespacio (SPMEC).
División de Operaciones (DOP).
Secretaría.
Sección de Operaciones Aeroespaciales (SEOPA).
Sección de Espacios Aéreo y Ultraterrestre (SESPA).
Sección de Seguridad de Vuelo (SESEV).
Sección de Protección de la Fuerza (SEPRF).
Sección de Inteligencia (SINTE).
Sección de Contrainteligencia e Información Interna (SECIN).
Sección de Prevención de Riesgos Laborales (SEPRE).
Sección de UAS (SEUAS)
División de Logística (DLO).
Secretaría.
Sección de Recursos de Personal (SERPER).
Sección de Recursos de Material e Infraestructuras (SERMI).
Sección de Recursos Financieros (SERFIN).
 Gabinete del Jefe de Estado Mayor del Ejército del Aire y del Espacio.
Jefatura.
Secretaría.
Sección de Estudios e Informes  (SEIN).
Sección de Protocolo y Comunicación del Ejército del Aire y del Espacio (SEPROCOM).
Ayudantía de Campo del JEMA.
 Jefatura de Servicios Técnicos y Ciberespacio (JSTCIBER):
Jefatura.
Órgano Auxiliar de Jefatura.
Oficina Técnica.
Sección de Coordinación, Estudios e Informes.
Dirección de Sistemas de Información y Telecomunicaciones (DCIS).
Secretaría.
Sección de Sistemas de Información.
Sección de Sistemas de Telecomunicaciones.
Dirección de Servicios Técnicos (DST).
Secretaría.
Sección de Técnicas de Apoyo a la Decisión.
Sección de Cartografía.
Centro de Publicaciones.
Dirección de Ciberdefensa (DCD).
Secretaría.
Sección de Seguridad TIC.
Sección de Ciberdefensa.
Sección de Gestión de Material Cripto.
Centro de Informática de Gestión (CIGES).
Centro de Apoyo Técnico Avanzado del Ejército del Aire (CATA).
Servicio Histórico y Cultural del Ejército del Aire (SHYCEA).
Jefatura.
Instituto de Historia y Cultura Aeronáuticas (IHCA).
Dirección.
Secretaría.
Archivo Histórico del Ejército del Aire y del Espacio.
Biblioteca Central del Ejército del Aire y del Espacio.
Área de Publicaciones del SHYCEA
Museo de Aeronáutica y Astronáutica.
Agrupación del Cuartel General del Ejército del Aire y del Espacio (ACGEAE).
Jefatura.
Secretaría General.
Grupo de Seguridad (GRUSEG).
Escuadrilla de Honores del Ejército del Aire.
Grupo de Apoyo.
Casa del Aviador.
Casa del Suboficial.
Escuadrón de Automóviles.
Unidad de Sanidad.
Asesoría Jurídica del Ejército del Aire.
Sede Central.
Secretaría.
Sección de Derecho Aeronáutico, Espacial y Asuntos Generales.
Sección de Asuntos de Personal, Justicia y Régimen Disciplinario.
Sección de Contratación Administrativa.
7 Secciones Jurídicas.
Dentro del CGEA se encuentra la Intervención Delegada Central en el Ejército Aire y del Espacio, órgano de control económico y financiero, que ejerce el control interno de la gestión económico-financiera, la Notaría Militar y el asesoramiento económico-fiscal. Depende orgánica y funcionalmente de la Intervención General de la Defensa (IGD).

### La Fuerza Aeroespacial
La denominación de las unidades de la Fuerza Aeroespacial del Ejército del Aire y del Espacio, sus capacidades y tipos así como su entidad serán coherentes con los conceptos definidos en la doctrina militar y con su tradición.
Sin perjuicio de otras funciones que se les puedan encomendar, todas las unidades de la Fuerza Aeroespacial tienen como principal cometido prepararse para constituir estructuras operativas en la realización de operaciones militares, mediante su transferencia total o parcial a la estructura operativa de las Fuerzas Armadas, con arreglo a la doctrina militar.
Las unidades de la Fuerza Aeroespacial posibilitan el empleo de capacidades aeroespaciales, tanto en el entorno militar como en el desempeño de aquellos cometidos adicionales en beneficio de la acción del Estado.
La Fuerza Aeroespacial del Ejército del Aire y del Espacio está constituida por los siguientes órganos, dependientes directamente del JEMA:
 Mando Aéreo de Combate (MACOM):
Cuartel General.
Jefatura.
Estado Mayor.
Secretaría General.
Dirección de Operaciones.
Sección de Inteligencia, Vigilancia y Reconocimiento (A2).
Sección de Planes y Operaciones (A3/A5).
Sección de Adiestramiento y Evaluación (A7).
Sección de Influencia (A9)
Célula del JFAC.
Dirección de Apoyo.
Sección de Personal (A1)
Sección de Logística y Recursos (A4).
Sección de Sistemas de Información y Telecomunicaciones (A6).
Sección de Asuntos Financieros (A8).
Centro de Operaciones Aéreas.
Jefatura del Sistema de Vigilancia y Control Aéreo (JSVICA).
Secretaría.
Órgano de Gestión del Sistema de Vigilancia y Control Aéreo.
Grupo Central de Mando y Control (GRUCEMAC).
Grupo Norte de Mando y Control (GRUNOMAC).
Grupo Móvil de Control Aéreo (GRUMOCA).
Centro de Operaciones de Vigilancia Espacial (COVE).
Jefatura de Movilidad Aérea (JMOVA).
Secretaría.
Sección Operacional.
Sección Funcional.
Jefatura de Operaciones Aéreas Especiales y Recuperación de Personal (JSAO-PR).
Secretaría.
Sección de Operaciones Aéreas Especiales.
Sección de Recuperación de Personal.
Sección de Búsqueda y Salvamento.
Centro de Inteligencia y Targeting Aeroespacial (CINTAER).
Componente Nacional del Programa de Liderazgo Táctico (TLP).
Componente Nacional del Centro Europeo de Transporte Aéreo Táctico (ETAC).
Mando del Espacio (MESPA):
Cuartel General.
Jefatura.
Estado Mayor.
Secretaría. Dirección de Operaciones.
Sección de Inteligencia Espacial (S2).
Sección de Operaciones / Planes (S3/S5).
Sección de Adiestramiento y Evaluación (S7).
Sección de Influencia (S9)
Dirección de Apoyo.
Sección de Personal (S1)
Sección de Logística y Recursos (S4).
Sección de Sistemas de Información y Telecomunicaciones (S6).
Sección de Asuntos Financieros (S8).
Secretaría General.
Centro de Operaciones Espaciales.
 Mando Aéreo General:
El Cuartel General del Mando Aéreo General:
La Jefatura.
El Estado Mayor del Mando Aéreo General.
La Agrupación de la Base Aérea de Torrejón.
La Agrupación de la Base Aérea de Zaragoza.
Unidades Aéreas.
 Mando Aéreo de Canarias:
El Cuartel General del Mando Aéreo de Canarias:
La Jefatura.
El Estado Mayor del Mando Aéreo de Canarias.
Otros órganos o unidades que se determinen.
Otros órganos o unidades que se determinen.

### El Apoyo a la Fuerza
El Mando de Personal:
La Jefatura.
La Dirección de Personal:
La Subdirección de Gestión de Personal.
La Subdirección de Asistencia a Personal.
 La Dirección de Enseñanza:
La Subdirección de Enseñanza.
La Dirección de Sanidad.
 El Centro de Guerra Aeroespacial
Otros órganos o Unidades que se determinen.
 El Mando de Apoyo Logístico:
La Jefatura.
La Dirección de Adquisiciones.
La Dirección de Sostenimiento y Apoyo Logístico Operativo:
La Subdirección de Gestión de Armamento y Material.
La Subdirección de Abastecimiento, Transporte y Apoyo Logístico.
La Dirección de Ingeniería e Infraestructuras:
La Subdirección de Ingeniería de Aviones de Transporte, Entrenadores y Helicópteros.
La Subdirección de Ingeniería de Aviones de Caza y Sistemas Tripulados Remotamente.
Otros órganos o Unidades que se determinen.
 La Dirección de Asuntos Económicos:
La Subdirección de Contabilidad y Presupuesto.
Otros órganos o Unidades que se determinen.

### Unidades, centros y organismos

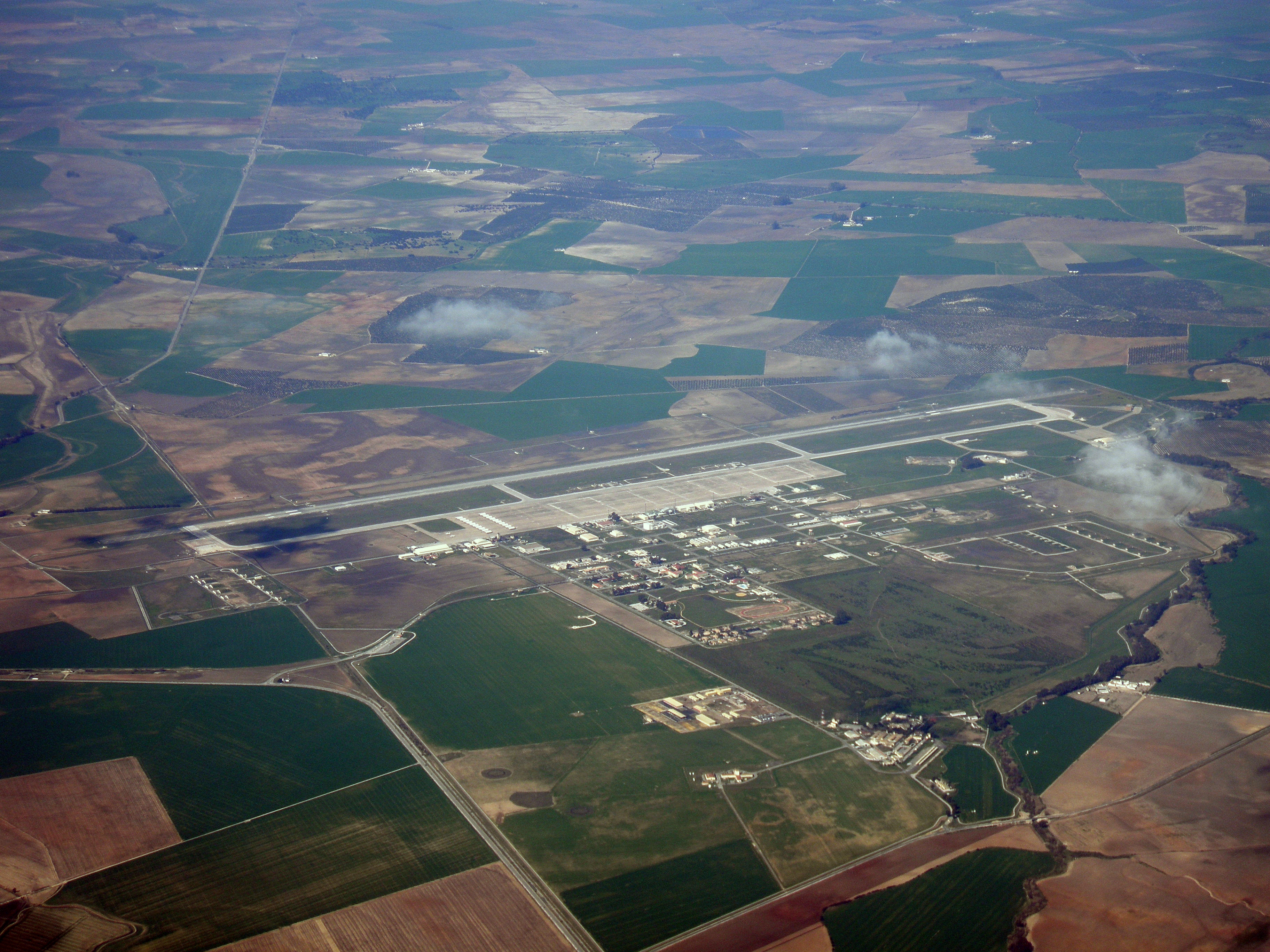
Base Aérea de Morón (Sevilla).

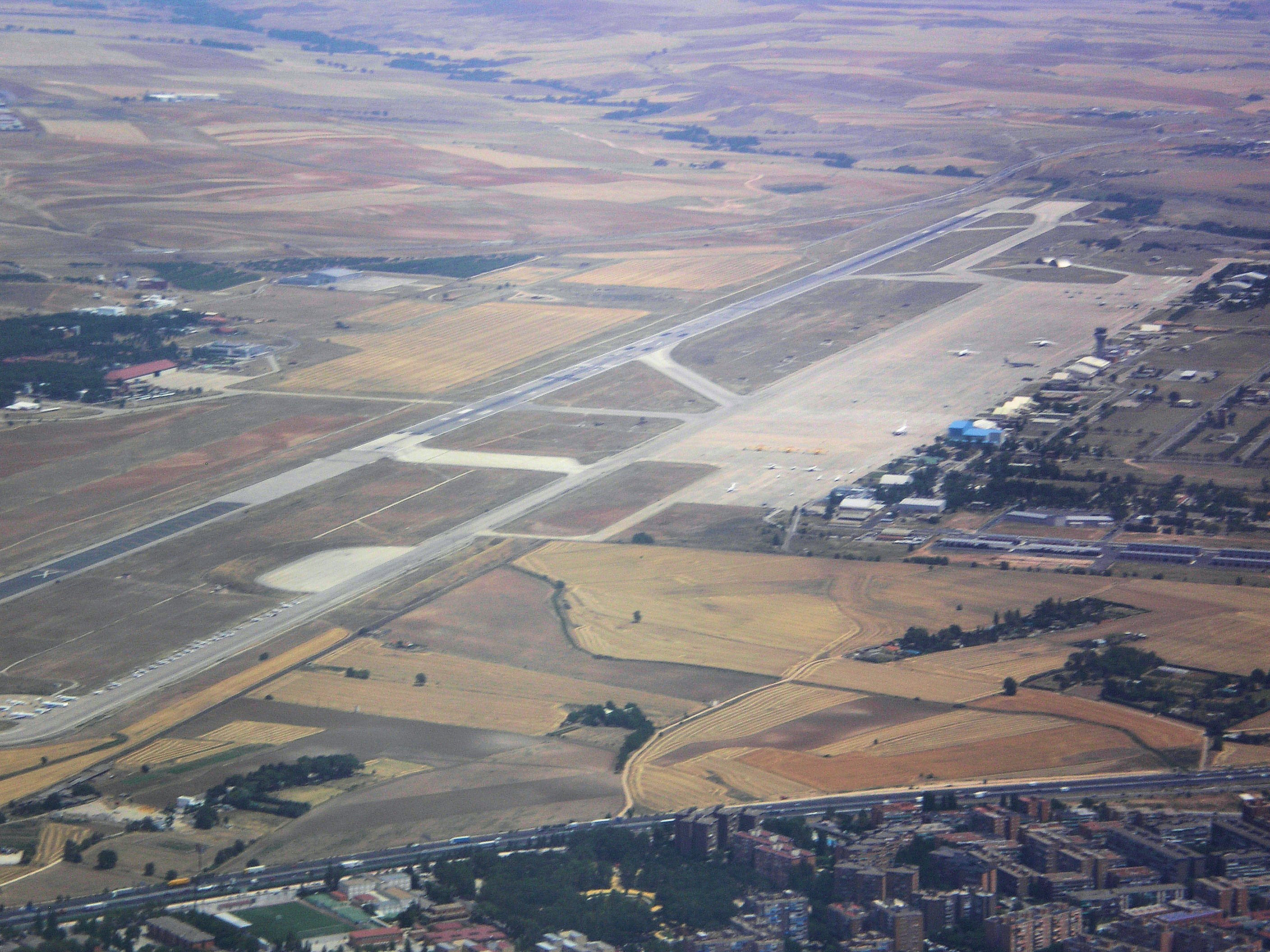
Base Aérea de Torrejón de Ardoz (Comunidad de Madrid).

Bases Aéreas del Ejército del Aire y del Espacio de España.

| Bases, Aeródromos y Acuartelamientos                | Localización                                | ICAO | IATA | Unidades |
| --------------------------------------------------- | ------------------------------------------- | ---- | ---- | --- |
| Cuartel General del Ejército del Aire y del Espacio | Madrid ( Comunidad de Madrid)               | -    | -    | Estado Mayor del Ejército del Aire y del Espacio (EMA) Gabinete del jefe de Estado Mayor del Ejército del Aire y del Espacio (GABJEMA) Jefatura de Servicios Técnicos y Ciberespacio (JSTCIBER) Mando de Personal (MAPER) Mando de Apoyo Logístico (MALOG) Dirección de Asuntos Económicos (DAE) Escuadrilla de Honores del Ejército del Aire (EDHEA) Escuadrón de Automóviles de la ACGEA (ESAUT) Grupo de Apoyo de la Agrupación del CGEA (GRUAP) Grupo de Seguridad de la ACGEA (GRUSEG) Junta Central de Educación Física y Deportes del Ejército del Aire Patronato de Huérfanos del Ejército del Aire Centro de Guerra Aeroespacial (CEGA) Centro de Informática de Gestión (CIGES) Centro de Apoyo Técnico Avanzado del Ejército del Aire (CATA-EA) Servicio Histórico y Cultural del Ejército del Aire (SHYCEA) Agrupación del Cuartel General del Ejército del Aire y del Espacio (ACGEAE) Asesoría Jurídica del Aire (AJA) |
| Base Aérea de Alcantarilla                          | Alcantarilla ( Murcia)                      | LERI | -    | Escuadrón 721 Escuadrón de Zapadores Paracaidistas (EZAPAC) Escuela Militar de Paracaidismo Méndez Parada Patrulla Acrobática Paracaidista del Ejército del Aire (PAPEA) |
| Base Aérea de Armilla                               | Armilla ( Andalucía)                        | LEGA | -    | Ala 78 (Escuadrones 781 y 782 y Patrulla Aspa) |
| Base Aérea de Cuatro Vientos                        | Madrid ( Comunidad de Madrid)               | LECU | MCV  | Ala 48 (Escuadrones 402 y 803 (ala rotatoria) Escuela de Técnicas de Mando, Control y Telecomunicaciones (EMACOT) Maestranza Aérea de Madrid (MAESMA) Agrupación de la Base Aérea de Cuatro Vientos Centro Cartográfico y Fotográfico (CECAF) (Jefatura y Grupo de Cartografía y Fotografía) Museo del Aire Centro Deportivo Sociocultural Barberán y Collar Centro Deportivo Sociocultural de Suboficiales Cuatro Vientos |
| Base Aérea de Gando                                 | Telde ( Canarias)                           | GCLP | LPA  | Ala 46 (Escuadrones 462 y 802) Grupo de Alerta y Control (GRUALERCON) Escuadrilla de Circulación Aérea Operativa de Las Palmas (ECAO 7) Centro Coordinador de Salvamento de Canarias (RCC Canarias) |
| Base Aérea de Getafe                                | Getafe ( Comunidad de Madrid)               | LEGT | -    | Ala 35 (Escuadrones 352 y 353) Ala 48 (Grupo de ala fija) Centro Cartográfico y Fotográfico (CECAF) (Grupo de Fuerzas Aéreas) |
| Base Aérea de Los Llanos                            | Albacete ( Castilla-La Mancha)              | LEAB | ABC  | Ala 14 (Escuadrones 141 y 142) Maestranza Aérea de Albacete |
| Base Aérea de Lanzarote                             | San Bartolomé ( Canarias)                   | GCRR | ACE  | - |
| Base Aérea de León                                  | La Virgen del Camino ( Castilla y León)     | LELN | EON  | Academia Básica del Aire y del Espacio (ABA) Escuadrilla de Transmisiones N.º 8 |
| Base Aérea de Málaga                                | Málaga ( Andalucía)                         | LEMG | AGP  | Comandancia Militar Aérea del Aeropuerto de Málaga (CMAA de Málaga) |
| Base Aérea de Matacán                               | Villagonzalo de Tormes ( Castilla y León)   | LESA | SLM  | Grupo de Escuelas de Matacán (GRUEMA) (Grupo 74 [Escuadrones 741 y 744]) |
| Base Aérea de Morón                                 | Morón de la Frontera ( Andalucía)           | LEMO | OZP  | Ala 11 (Escuadrones 111, 112, 113) Segundo Escuadrón de Apoyo al Despliegue Aéreo (SEADA) |
| Base Aérea de Pollensa                              | Pollensa ( Islas Baleares)                  | LEPO | -    | - |
| Base Aérea de San Javier                            | Santiago de la Ribera ( Murcia)             | LELC | MJV  | Ala 79 (Escuadrones 791 y 793) Academia General del Aire y del Espacio (AGA) |
| Base Aérea de Son San Juan                          | Palma ( Islas Baleares)                     | LESJ | PMI  | Ala 49 (Escuadrón 801 y RCC Palma) |
| Base Aérea de Talavera la Real                      | Talavera la Real ( Extremadura)             | LEBZ | BJZ  | Ala 23 (Escuadrón 231 y 232) |
| Base Aérea de Torrejón                              | Torrejón de Ardoz ( Comunidad de Madrid)    | LETO | TOJ  | Ala 12 (Escuadrones 121 y 122) 43 Grupo de Fuerzas Aéreas (Escuadrones 431 y 432) Ala 45 (Escuadrones 451 y 452) Cuartel General del Mando Aéreo de Combate (CGMACOM) Jefatura del Sistema de Vigilancia y Control Aeroespacial (JSVICA) Grupo Central de Mando y Control (GRUCEMAC) Centro de Inteligencia y Targeting Aeroespacial (CINTAER) Centro Logístico de Armamento y Experimentación (CLAEX) Escuela de Técnicas Aeroespaciales (ESTAER) Centro de Instrucción de Medicina Aeroespacial (CIMA) Centro Logístico de Intendencia (CLOIN) Centro de Sistemas Aeroespaciales de Observación (CESAEROB) Unidad Médica Aérea de Apoyo al Despliegue (UMAAD-Madrid) Unidad Médica de Aeroevacuación (UMAER) Centro Coordinador de Salvamento de Madrid (RCC Madrid) Grupo de Circulación Aérea Operativa (GRUCAO) Escuadrilla de Circulación Aérea Operativa de Madrid (ECAO 1) Escuadrilla de Transmisiones N.º 5 Servicio de Búsqueda y Salvamento Aéreo (SAR) Centro de Operaciones de Vigilancia Espacial (COVE) Agrupación de la Base Aérea de Torrejón |
| Base Aérea de Villanubla                            | Villanubla ( Castilla y León)               | LEVD | VLL  | Ala 37 (Escuadrones 371 y 422) |
| Base Aérea de Zaragoza                              | Zaragoza ( Aragón)                          | LEZG | ZAZ  | Ala 15 (Escuadrones 151, 152 y 153) Ala 31 (Escuadrones 311 y 312) Escuadrón de Apoyo al Despliegue Aéreo (EADA) Grupo Norte de Mando y Control (GRUNOMAC) Unidad Médica Aérea de Apoyo al Despliegue (UMAAD-Zaragoza) Escuela de Técnicas de Seguridad, Defensa y Apoyo (ETESDA) Centro Europeo de Transporte Aéreo Táctico (ETAC) Agrupación Base Aérea de Zaragoza |
| Aeródromo Militar de Santiago                       | Santiago de Compostela ( Galicia)           | LEST | SCQ  | Comandancia Militar Aérea del Aeropuerto de Santiago (CMAA de Santiago) |
| Aeropuerto de Melilla                               | Melilla ( Melilla)                          | GEML | MLN  | Aeródromo militar de Melilla |
| Aeródromo Militar de Tenerife Norte                 | Tenerife ( Canarias)                        |      |      | |
| Acuartelamiento Aéreo El Frasno                     | El Frasno ( Aragón)                         | -    | -    | Escuadrón de Vigilancia Aérea 1 (EVA 1) |
| Acuartelamiento Aéreo de Villatobas                 | Villatobas ( Castilla-La Mancha)            | -    | -    | Escuadrón de Vigilancia Aérea 2 (EVA 2) |
| Acuartelamiento Aéreo de Constantina                | Constantina ( Andalucía)                    | -    | -    | Escuadrón de Vigilancia Aérea 3 (EVA 3) |
| Acuartelamiento Aéreo de Rosas                      | Rosas ( Cataluña)                           | -    | -    | Escuadrón de Vigilancia Aérea 4 (EVA 4) |
| Acuartelamiento Aéreo de Aitana                     | Alcoy ( Comunidad Valenciana)               | -    | -    | Escuadrón de Vigilancia Aérea 5 (EVA 5) |
| Acuartelamiento Aéreo de Puig Mayor                 | Sóller ( Islas Baleares)                    | -    | -    | Escuadrón de Vigilancia Aérea 7 (EVA 7) |
| Acuartelamiento Aéreo de Motril                     | Motril ( Andalucía)                         | -    | -    | Escuadrón de Vigilancia Aérea 9 (EVA 9) |
| Acuartelamiento Aéreo Barbanza                      | Noya ( Galicia)                             | -    | -    | Escuadrón de Vigilancia Aérea 10 (EVA 10) |
| Acuartelamiento Aéreo de Alcalá de los Gazules      | Alcalá de los Gazules ( Andalucía)          | -    | -    | Escuadrón de Vigilancia Aérea 11 (EVA 11) |
| Acuartelamiento Aéreo de Espinosa de los Monteros   | Espinosa de los Monteros ( Castilla y León) | -    | -    | Escuadrón de Vigilancia Aérea 12 (EVA 12) |
| Acuartelamiento Aéreo de Sierra Espuña              | Totana ( Región de Murcia)                  | -    | -    | Escuadrón de Vigilancia Aérea 13 (EVA 13) |
| Acuartelamiento Aéreo de Pozo de las Nieves         | Vega de San Mateo ( Canarias)               | -    | -    | Escuadrón de Vigilancia Aérea 21 (EVA 21) |
| Acuartelamiento Aéreo de Peñas del Chache           | Haría ( Canarias)                           | -    | -    | Escuadrón de Vigilancia Aérea 22 (EVA 22) |
| Acuartelamiento Aéreo Alto de los Leones            | El Espinar ( Castilla y León)               | -    | -    | Escuadrilla de Transmisiones N.º 3 |
| Acuartelamiento Aéreo de Bardenas                   | Tudela, ( Navarra)                          | -    | -    | Aeródromo Militar de Ablitas Polígono de Tiro de Bardenas Reales |
| Acuartelamiento Aéreo de Bobadilla                  | Antequera ( Andalucía)                      | -    | -    | Escuadrilla Logística de Bobadilla |
| Acuartelamiento Aéreo El Prat                       | El Prat de Llobregat ( Cataluña)            | -    | -    | Agrupación del Acuartelamiento Aéreo El Prat |
| Acuartelamiento Aéreo El Vedat                      | Torrente ( Comunidad Valenciana)            | -    | -    | Escuadrilla de Transmisiones N.º 4 |
| Acuartelamiento Aéreo de Getafe                     | Getafe ( Comunidad de Madrid)               | -    | -    | Grupo de Transmisiones (GRUTRA) Centro Logístico de Transmisiones (CLOTRA) Centro Logístico de Material de Apoyo (CLOMA) Agrupación del Acuartelamiento Aéreo de Getafe |
| Acuartelamiento Aéreo La Muela                      | La Muela ( Aragón)                          | -    | -    | Escuadrilla de Transmisiones N.º 6 |
| Acuartelamiento Aéreo de Las Palmas                 | Las Palmas de Gran Canaria ( Canarias)      | -    | -    | Cuartel General del Mando Aéreo de Canarias (CGMACAN) Agrupación del Cuartel General del Mando Aéreo de Canarias. |
| Acuartelamiento Aéreo de Tablada                    | Sevilla ( Andalucía)                        | -    | -    | Dirección de Enseñanza (Mando de Personal) Grupo Móvil de Control Aéreo (GRUMOCA) Maestranza Aérea de Sevilla (MAESE) Agrupación del Acuartelamiento Aéreo Tablada Escuadrilla de Transmisiones N.º 2 |

#### Unidades, centros y organismos desmantelados
- Base aérea de La Parra (1993)
- Aeródromo de Agoncillo (1994)
- Aeródromo de Villafría (1995)
- Base Aérea de Reus (1998)
- Base Aérea de Manises (1999)

## Aeronaves

### Aeronaves en servicio
| Modelo                               | Fabricante               | Velocidad máxima | Techo            | Alcance          | Entrada en servicio | Unidad                                                                                     | N.º aviones                        |
| Caza y bombardeo                     | Caza y bombardeo         | Caza y bombardeo | Caza y bombardeo | Caza y bombardeo | Caza y bombardeo    | Caza y bombardeo                                                                           | Caza y bombardeo                   |
| ------------------------------------ | ------------------------ | ---------------- | ---------------- | ---------------- | ------------------- | ------------------------------------------------------------------------------------------ | ---------------------------------- |
| Eurofighter Typhoon                  | Eurofighter GmbH         | Mach 2,0         | 19 812 m         | 3706 km          | 2003                | Ala 11 Ala 14                                                                              | 69                                 |
| McDonnell Douglas EF-18 Hornet       | McDonnell Douglas/Boeing | Mach 1,8         | 15 240 m         | 3330 km          | 1986                | Ala 12 Ala 15 Ala 46                                                                       | 81                                 |
| Transporte                           |                          |                  |                  |                  |                     |                                                                                            |                                    |
| Airbus A400M                         | Airbus Military          | 780 km/h         | 11 277 m         | 6390 km          | 2016                | Ala 31                                                                                     | 14                                 |
| EADS CASA C-295                      | Airbus Defence and Space | 576 km/h         | 7620 m           | 2150 km          | 2000                | Ala 35                                                                                     | 12                                 |
| EADS CASA C-235                      | Airbus Defence and Space | 450 km/h         | 9145 m           | 5003 km          | 1988                | 74 Grupo de FF.AA.- GRUEMA                                                                 | 8                                  |
| EADS CASA C-212                      | Airbus Defence and Space | 370 km/h         | 7925 m           | 1811 km          | 1974                | Escuadrón 721                                                                              | 10                                 |
| Airbus A330 MRTT                     | Airbus SAS               | 880 km/h         | 13 000 m         | 14 800 km        | 2021                | Ala 45 (Esc.452)                                                                           | 1                                  |
| Airbus A310                          | Airbus SAS               | 901 km/h         | 12 500 m         | 9600 km          | 2003                | Ala 45 (Esc.451)                                                                           | 2                                  |
| Dassault Falcon 900                  | Dassault Aviation        | 950 km/h         | 15 500 m         | 7400 km          | 1988                | Ala 45 (Esc.451)                                                                           | 5                                  |
| Vigilancia marítima                  |                          |                  |                  |                  |                     |                                                                                            |                                    |
| EADS CASA C-235                      | Airbus Defence and Space | 450 km/h         | 9145 m           | 5003 km          | 1988                | Ala 48 (Escuadrón 803) Ala 46 (Escuadrón 802) Ala 49 (Escuadrón 801)                       | 8 VIGMA                            |
| Extinción de incendios forestales    |                          |                  |                  |                  |                     |                                                                                            |                                    |
| Canadair CL-215T                     | Canadair/Viking Air      | 341 km/h         | 6096 m           | 2250 km          | 1990                | 43 Grupo de FF.AA.                                                                         | 10                                 |
| Canadair CL-415                      | Bombardier/Viking Air    | 341 km/h         | 6096 m           | 2250 km          | 2006                | 43 Grupo de FF.AA.                                                                         | 4                                  |
| Misiones especiales                  |                          |                  |                  |                  |                     |                                                                                            |                                    |
| Cessna Citation V                    | Cessna/Textron           | 796 km/h         | 13 715 m         | 3650 km          | 1992                | CECAF (Escuadrón 403)                                                                      | 2 (aerofotografía) 1 (calibración) |
| Beechcraft C-90 King Air             | Beechcraft/Textron       | 500 km/h         | 9144 m           | 2446 km          | 1974                | CECAF (Escuadrón 409)                                                                      | 2                                  |
| Entrenamiento y enseñanza            |                          |                  |                  |                  |                     |                                                                                            |                                    |
| Northrop F-5M Freedom Fighter        | Northrop Grumman         | 1875 km/h        | 16 800 m         | 1405 km          | 1970                | Ala 23                                                                                     | 19                                 |
| Pilatus PC-21                        | Pilatus Aircraft         | 685 km/h         | 11 600 m         | 1333 km          | 2021                | Ala 79 (AGA)                                                                               | 26                                 |
| Beechcraft F 33C Bonanza             | Beechcraft/Textron       | 306 km/h         | 5600 m           | 1247 km          | 1974                | Ala 37 (Escuadrón 422)                                                                     | 16                                 |
| Helicópteros                         |                          |                  |                  |                  |                     |                                                                                            |                                    |
| NH Industries NH90                   | NHIndustries             | 300 km/h         | 6000 m           | 982 km           | 2020                | Ala 48 (Escuadrón 803)                                                                     | 7 (SAR)                            |
| Eurocopter AS332 Super Puma          | Airbus Helicopters       | 327 km/h         | 6000 m           | 851 km           | 1982                | Ala 49 (Escuadrón 801) Ala 46 (Escuadrón 802) Ala 48 (Escuadrón 803)Ala 48 (Escuadrón 402) | 11 (SAR)4 (Tr.VIP)                 |
| Eurocopter AS 532 Cougar             | Airbus Helicopters       | 278 km/h         | 3450 m           | 573 km           | 2004                | Ala 48 (Escuadrón 402)                                                                     | 2 (Tr.VIP)                         |
| Sikorsky S-76C                       | Sikorsky/Lockheed Martin | 287 km/h         | 4200 m           | 761 km           | 1991                | Ala 49 (Escuadrón 801)                                                                     | 8                                  |
| Eurocopter EC120 Colibri             | Airbus Helicopters       | 278 km/h         | 5182 m           | 710 km           | 2000                | Ala 78                                                                                     | 15                                 |
| Airbus Helicopters H135              | Airbus Helicopters       | 254 km/h         | 6096 m           | 635 km           | 2023                | Ala 78                                                                                     | 9                                  |
| Vehículos aéreos no tripulados (UAV) |                          |                  |                  |                  |                     |                                                                                            |                                    |
| General Atomics MQ-9 Reaper          | General Atomics          | 482 km/h         | 15000 m          | 28 h             | 2020                | Ala 23 (Escuadrón 233)                                                                     | 4                                  |

### Adquisiciones en curso
| Modelo                                             | Fabricante                    | Velocidad máxima | Techo               | Alcance      | En servicio 1.ª unidad | Unidad                                                               | Entregados     | A entregar               |
| Helicópteros                                       | Helicópteros                  | Helicópteros     | Helicópteros        | Helicópteros | Helicópteros           | Helicópteros                                                         | Helicópteros   | Helicópteros             |
| -------------------------------------------------- | ----------------------------- | ---------------- | ------------------- | ------------ | ---------------------- | -------------------------------------------------------------------- | -------------- | ------------------------ |
| NHIndustries NH90                                  | NHIndustries                  | 300 km/h         | 6000 m              | 982 km       | 2020                   | Ala 48                                                               | 7              | 5                        |
| Airbus Helicopters H135                            | Airbus Helicopters            | 259 km/h         | 6096 m              | 635 km       | 2023                   | Ala 78                                                               | 9              | 2                        |
| Transporte                                         |                               |                  |                     |              |                        |                                                                      |                |                          |
| Airbus A400M                                       | Airbus Military               | 780 km/h         | 11 277,6 m          | 6390 km      | 2016                   | Ala 31                                                               | 14             | 13 (10 para exportación) |
| Patrulla marítima                                  |                               |                  |                     |              |                        |                                                                      |                |                          |
| EADS CASA C-295                                    | Airbus Defence and Space      | 576 km/h         | 7620 m              | 2150 km      | ~2028                  | Ala 11                                                               | 0              | 8                        |
| Vigilancia marítima                                |                               |                  |                     |              |                        |                                                                      |                |                          |
| EADS CASA C-295                                    | Airbus Defence and Space      | 576 km/h         | 7620 m              | 2150 km      | ~2028                  | Ala 48 (803 Escuadrón) Ala 46 (802 Escuadrón) Ala 49 (801 Escuadrón) | 0              | 8                        |
| Reabastecimiento en vuelo                          |                               |                  |                     |              |                        |                                                                      |                |                          |
| Airbus A330 MRTT                                   | Airbus Defence and Space      | 880 km/h         | 13 000 m            | 14 800 km    | 2021                   | Ala 45                                                               | 1 (convertido) | 2 (convirtiendo)         |
| Vehículo aéreo de combate no tripulado (UCAV MALE) |                               |                  |                     |              |                        |                                                                      |                |                          |
| EuroMALE                                           | Airbus Defence and Space      | 500 km/h         | 13700 m             |              | 2029 (previsto)        |                                                                      | 0              | 12                       |
| Sirtap                                             | Airbus Defence and Space CIAC | 200 km/h         | 6400 m (21000 pies) | 2000 km      | 2025 (Previsto)        |                                                                      | 0              | 27                       |
| Caza y bombardeo                                   |                               |                  |                     |              |                        |                                                                      |                |                          |
| Eurofighter Typhoon                                | Eurofighter GmbH              | Mach 2,0         | 19812 m             | 3706 km      | 2026                   | Ala 46 Por determinar                                                | 0              | 45                       |
| Entrenamiento y enseñanza                          |                               |                  |                     |              |                        |                                                                      |                |                          |
| Pilatus PC-21                                      | Pilatus Aircraft              | 685 km/h         | 11 600 m            | 1333 km      | 2025 (previsto)        | Academia General del Aire                                            | 2              | 14                       |
| TAI Hürjet                                         | Turkish Aerospace Industries  | Mach 1,3         | 13 716 m            | 2222 km      | 2026                   | Ala 23                                                               | 0              | 25                       |
| Extinción de incendios forestales                  |                               |                  |                     |              |                        |                                                                      |                |                          |
| DHC-515                                            | De Havilland Canada           |                  |                     |              | 2027                   | 43 Grupo de FF.AA.                                                   | 0              | 7                        |

### Principales programas de modernización y adquisición

#### ModernizaciónEF-18 Hornet
Programa MLU (Mid Life Upgrade). Mejorar las capacidades operativas de los aviones de combate F-18, adecuándolos a los medios utilizados actualmente por otras fuerzas aliadas de la OTAN.
En principio se realizó esta mejora a dos aviones prototipo (un monoplaza y un biplaza) y posteriormente se inició el programa para incorporar esta modernización al resto de la flota: 54 aviones monoplaza y 11 biplaza. Actualmente todos los aviones han pasado ya esta actualización.

#### AviónEurofighter Typhoon

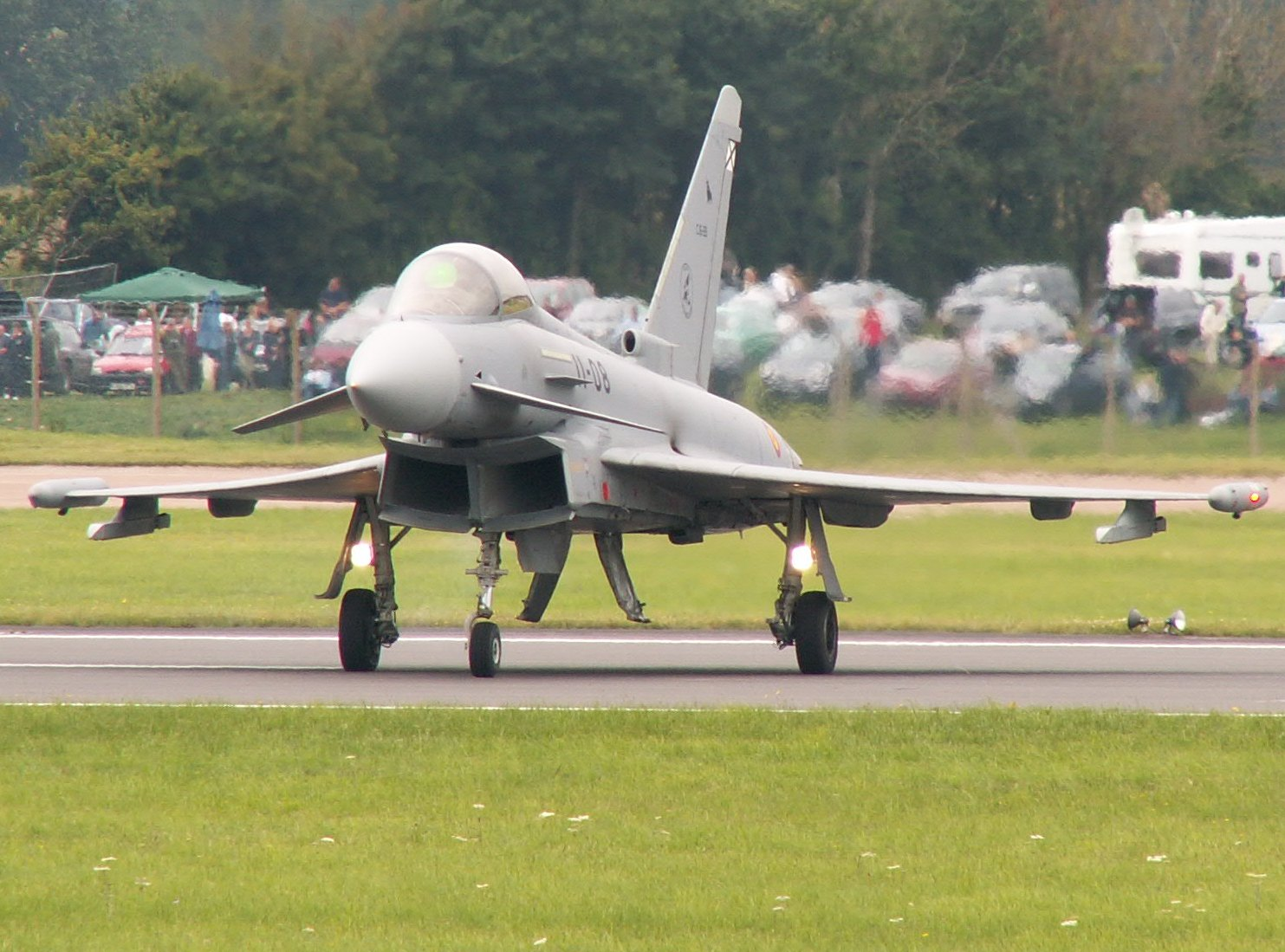
Eurofighter Typhoon.

Adquisición de 73 aviones de combate EF-2000 (antes 87 pero realizada una reducción de la cantidad por falta de presupuesto), de superioridad aérea y alta capacidad de ataque a superficie, mediante el desarrollo de un programa internacional en el que participan Reino Unido, Alemania, Italia y España.
El compromiso de adquisición suscrito por los cuatro países participantes en Eurofighter es de 620 aviones (522 monoplazas y 98 biplazas) más otros 90 aviones como opciones. De ellos, 232 aviones serían para el Reino Unido (el 37,5 % de la participación en la producción) con opción de otros 65, 180 aviones para Alemania (29 %), 121 aviones para Italia (19,5 %) con opción de otros 9, y 87 aviones para España (14 %) con opción de otros 16.
Las entregas comenzaron en España en 2003 y continuaron hasta enero de 2020, fecha en la que fue recepcionado el último de los 73 aviones del lote, de los cuales 2 causaron baja por accidente y uno fue entregado a Austria.
Actualmente, se trabaja en el retrofit o modernización de 17 Eurofighters de la tranche 1, habiendo sido entregado el primero y esperando la finalización del trabajo en 2023.
De cara a sustituir a los vetustos McDonnell Douglas F/A-18 Hornet ubicados en la Base Aérea de Gando (Gran Canaria), el Gobierno de España ya ha iniciado conversaciones con Airbus para adquirir 20 nuevos Eurofighters. En junio de 2022 se oficializó la compra definitiva de 20 nuevas unidades, las primeras unidades se recibirán en 2026.

#### Avión de transporteA-400M

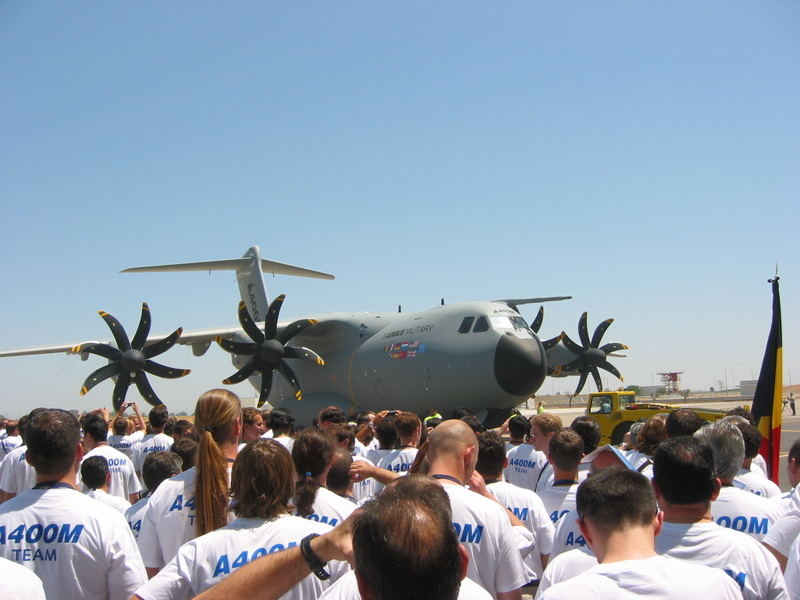
Airbus A400M.

Obtención de 27 aviones de transporte, mediante el desarrollo de un programa internacional en el que participan Alemania, Francia, España, Reino Unido, Turquía y Bélgica.
El programa consiste en obtener, por parte de las seis naciones participantes en el programa, 180 unidades de un avión de transporte capaz de sustituir a las envejecidas flotas europeas de aviones Hércules y Transall. El número total de aviones a adquirir por cada una son: Alemania 60, Francia 50, España 27, Reino Unido 25, Turquía 10 y Bélgica 8. Posteriormente el ejecutivo británico redujo el número de pedidos de 25 a 20. Las entregas de los 27 aviones solicitados por España se distribuyen entre los años 2016 y 2021. El 5 de septiembre de 2016 se llevó a cabo el primer vuelo del, según la denominación del Ejército del Aire, T.23-31.21.
En 2013, tras la revisión de los Programas Especiales de Armamento, se decidió que 13 de los 27 A400M se destinarían a la exportación, dejando al ejército 14.
Tras la recepción de la primera unidad en noviembre de 2016, el Gobierno llegó a un acuerdo con Airbus Defence & Space para recibir las primeras 14 unidades antes de 2025 y retrasar la entrega de las 13 restantes a partir de ese año.

#### Avión de transporteCASA C-295

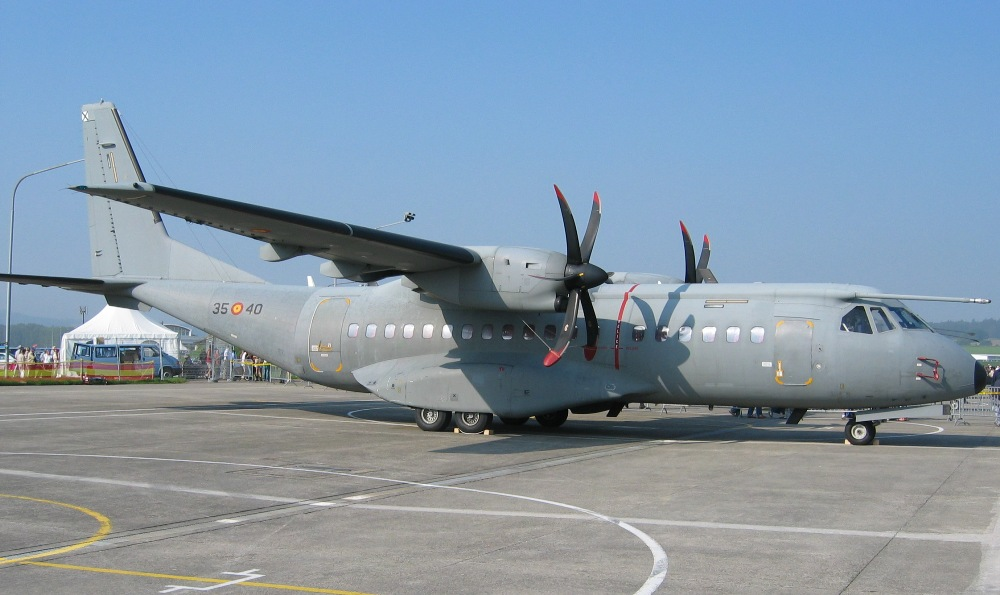
CASA C-295.

En una 1.ª fase se adquirió un escuadrón compuesto por 9 Aviones C-295, fabricados por la empresa española EADS CASA, y el correspondiente material y equipo para apoyo logístico.
Con objeto de disponer de un escuadrón más, se están adquiriendo de forma escalonada más aviones nuevos en diferentes pedidos, con la misma configuración que los anteriores.

#### Helicóptero de transporteNH-90

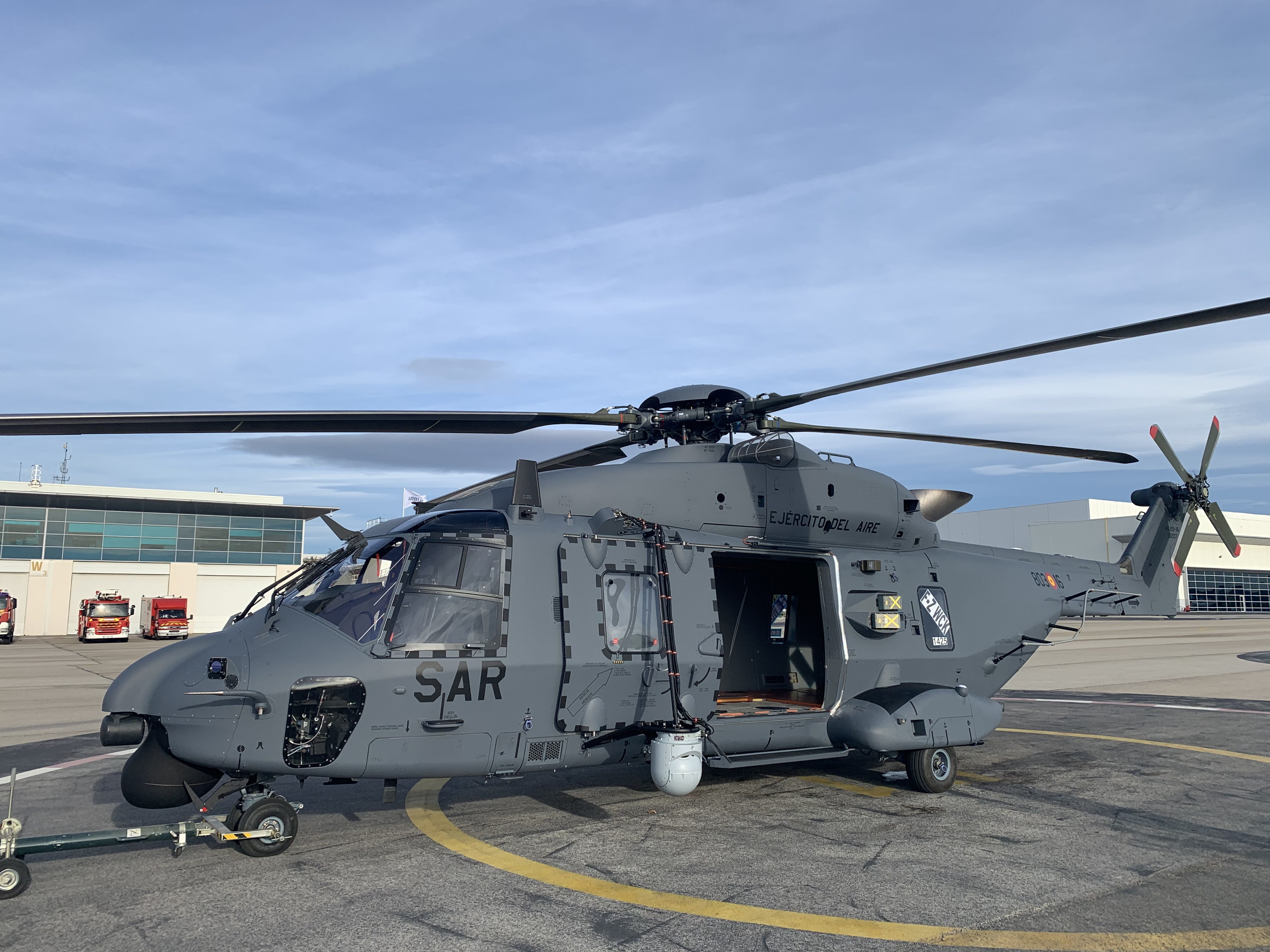
NH-90 del Ejército del Aire y del Espacio en Airbus Helicopters

El programa inicial del NH-90 de 2005 contemplaba para España 104 helicópteros repartidos en 28 para el Ejército del Aire , 48 para el Ejército de Tierra y 28 para la Armada.
Sin embargo, en 2007 se recortó el pedido a 45 unidades y en 2013 se formalizó la primera compra con, únicamente, 22 unidades repartidas en 16 para el Ejército de Tierra y 6 para el del Ejército del Aire. El primer ejemplar fue entregado al Ejército de Tierra en diciembre de 2014.
El 16 de noviembre de 2018, se aprueba la compra de un segundo lote de 23 helicópteros NH90, de los cuales 16 serán versión TTH (Tactical Transport Helicopter) y 7 MTH (Maritime Transport Helicopter). De dicha adquisición, el Ejército del Aire recibirá 6 unidades, el Ejército de Tierra 10 y la Armada 7.
Así pues, el Ejército del Aire contará con 12 helicópteros NH90 TTH STD2 y STD3 que comenzarán a operar en el Ala 48 en 2020 para, principalmente, misiones de Operaciones Aéreas Especiales (SAO) y Recuperación de Personal (PR), o lo que es lo mismo, Búsqueda y salvamento (SAR), Búsqueda y rescate de combate (CSAR), NAR y UAR.

#### Avión de entrenamientoPilatus PC-21

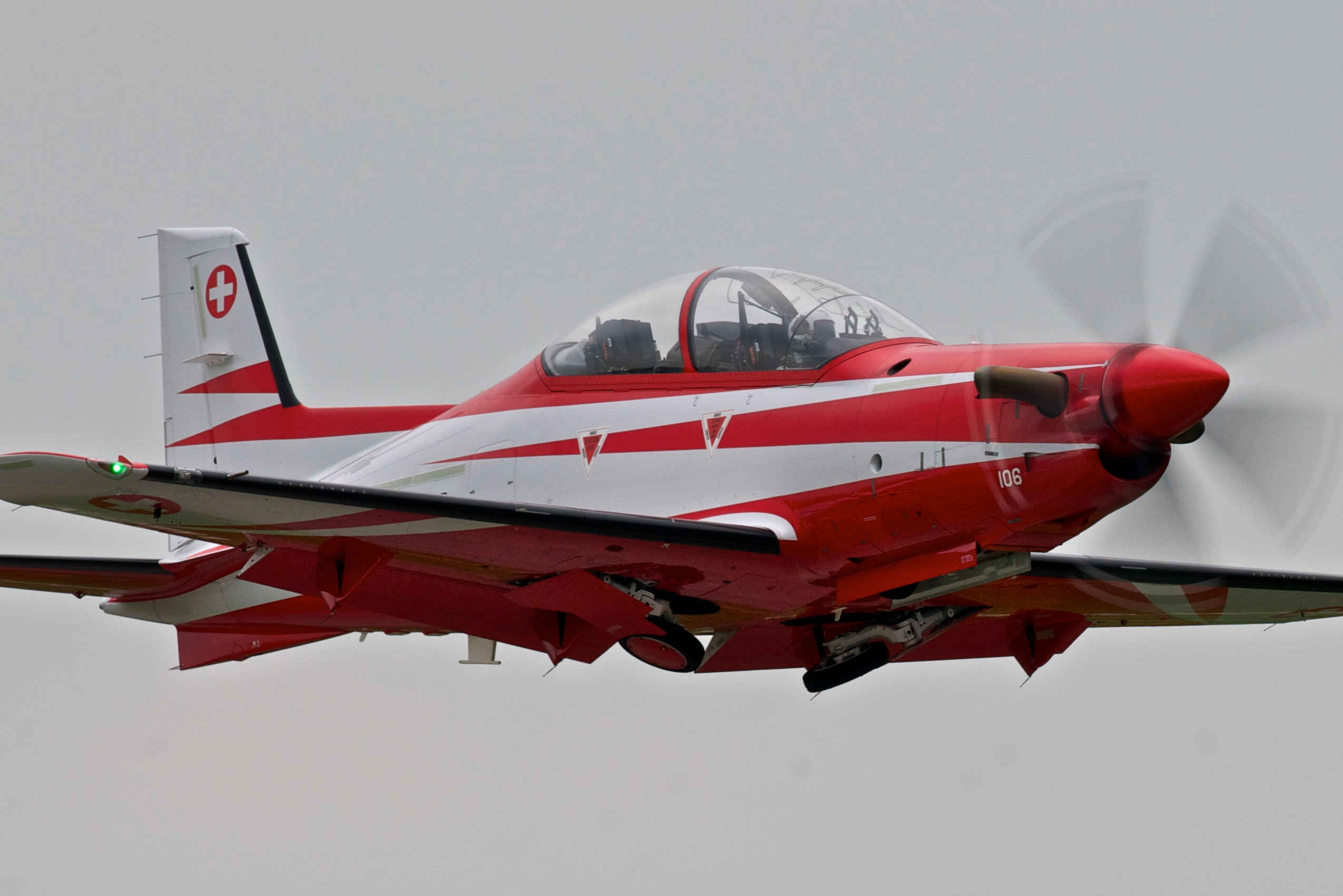
Pilatus PC-21

El 30 de enero de 2020, se formalizó el contrato para la compra de 24 aviones Pilatus PC-21 para la paulatina sustitución de los CASA C-101 Aviojet de la Escuela Básica de la Academia General del Aire y del Espacio, que comenzaron a operar en 1980. Las últimas unidades se entregaron en junio de 2022 y permitirán usar esta plataforma como avión de enseñanza a partir del curso 2022-2023.
El contrato también incluye en el citado importe la adquisición de un entrenador de salida de emergencia en tierra, dos simuladores de cabina para entrenamiento de procedimientos, dos simuladores de vuelo conectados en red, un sistema asistido por ordenador y un paquete logístico inicial.
La compra de esta aeronave se impuso frente a la Beechcraft T-6 Texan II, que partía como favorita pero, a juicio de la Dirección General de Armamento y Material (DGAM), la empresa Pilatus Aircraft Ltd. presentó la oferta con «la mejor relación calidad-precio».

#### Aviones de entrenamiento elemental
Tras la compra de 24 aviones Pilatus PC-21 para la sustitución de los CASA C-101 Aviojet, operados para la formación de Alféreces Alumnos en la Escuela Básica de la Academia General del Aire y del Espacio, se plantea, como siguiente hito, la sustitución de 40 aviones ENAER T-35 Pillán adquiridos en 1985. Para ello, se estudiará la compra de otro modelo de aeronave que cubra las necesidades de formación de la Escuela Elemental (escuela previa a la Básica) o la adquisición de un mayor número de Pilatus PC-21 para su operación en ambas escuelas.

#### Aviones de entrenamiento avanzado
Del mismo modo, el Ejército del Aire y del Espacio espera la compra de otra aeronave antes de 2027 que sustituya a 19 aviones Northrop F-5 del Ala 23, operando en España desde 1970 y cuya misión principal es la formación de pilotos de quinto curso de la AGA en la fase avanzada de Caza y Ataque. Se está estudiando la propuesta de Futuro Entrenador de Reacción de Airbus.

#### Avión de patrulla marítimaCASA C-295 Persuaderyguerra antisubmarina
A finales de julio de 2020 España se comprometió con Airbus a comprar 4 nuevos CASA C-295 Persuader para sustituir a los veteranos Lockheed P-3 Orion.
No obstante, los C-295 no disponen de tanta autonomía ni capacidades como los P-3 en materia de patrulla marítima, y su aptitud en la guerra antisubmarina —tarea que también desempeñaban los Orion— es anecdótica. En diciembre de 2022 se retiró el último P-3 sin sustituto en dicha capacidad.
En junio de 2023 se anunció la compra de 8 C-295W de Vigilancia Marítima y 8 C-295W de patrulla marítima.

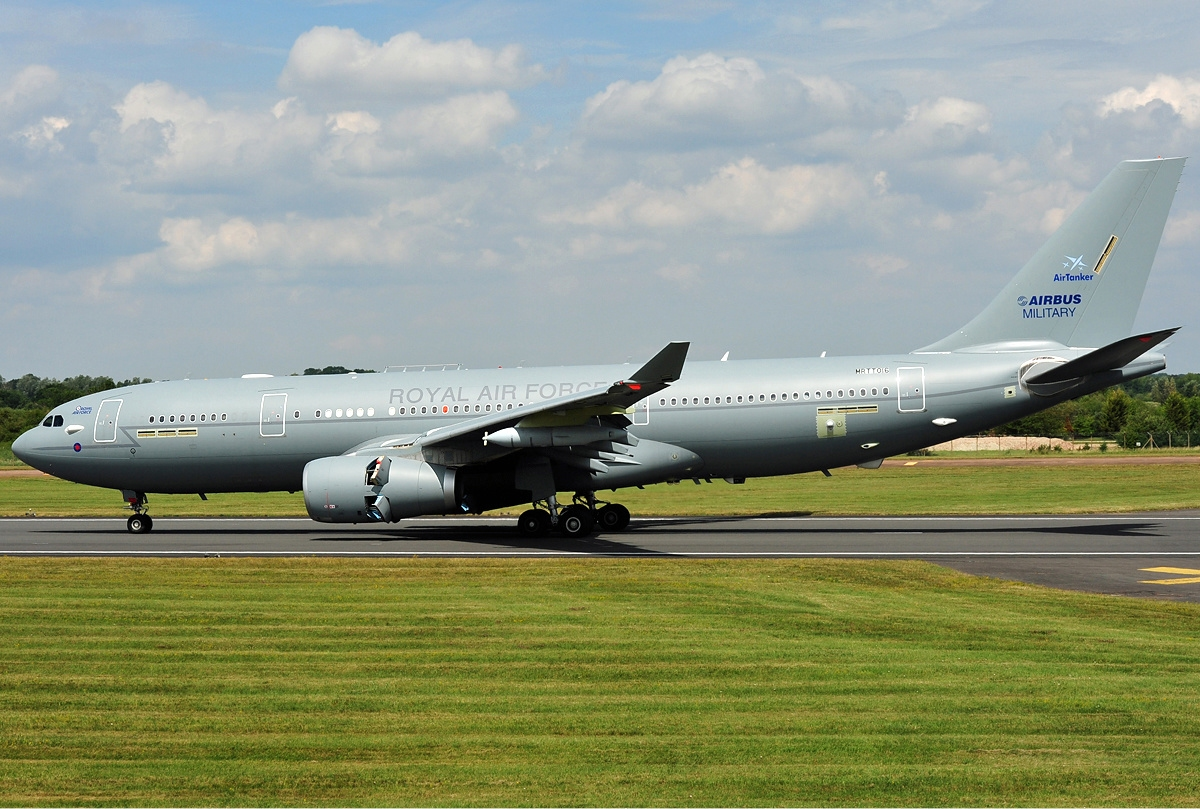
Un Airbus A330 MRTT de la Royal Air Force.

#### Avión de reabastecimientoAirbus A330 MRTT
Junto a la compra de 4 nuevos CASA C-295 de patrulla marítima, el Gobierno de España se comprometió con Airbus a finales de julio de 2020 a adquirir 3 nuevos Airbus A330 MRTT con el objetivo de recuperar la capacidad de reabastecimiento en vuelo, perdida tras la baja del último Boeing 707. En mayo de 2022 se recibió la segunda unidad a convertir.

#### Guerra electrónica
Tras la baja del Boeing 707 apodado «Reina del Espectro», la capacidad de guerra electrónica se ha visto reducida drásticamente, y el Ejército plantea la adaptación de alguno de los Dassault Falcon 900 dedicados a transporte vip a capacidades de guerra electrónica o bien la adquisición de una aeronave que cumpla esta función.

#### Drones (UAV MALE)
España adquirirá 12 drones y 4 sistemas del modelo europeo del vehículo aéreo no tripulado de gran autonomía y altitud media (UAV MALE) conocido como EuroMALE, se espera que la entrega se haga entre los años 2029 a 2034.

#### Futuro Sistema Aéreo de Combate (FCAS)
El Futuro Sistema Aéreo de Combate (FCAS, por sus siglas en inglés) es un sistema de sistemas de combate paneuropeo en desarrollo por Airbus, Thales Group, Indra Sistemas y Dassault Aviación. El FCAS constará de un Sistema de Armas de Próxima Generación (NGWS, por sus siglas en inglés) así como otros elementos aéreos del futuro espacio de batalla operacional. Los componentes del NGWS serán vehículos operados remotamente (enjambres de drones) así como el Caza de Nueva Generación (NGF, por sus siglas en inglés), un caza de sexta generación que alrededor de los años 2035–2040 reemplazará a los Rafale de Francia, los Typhoon de Alemania y España.

## Uniformidad

### Prendas de cabeza
Gorra de plato y gorro cuartelero. En la escala de tropa solo los pertenecientes a la banda de música llevan gorra de plato.
| Oficiales generales | Oficiales superiores | Oficiales | Suboficiales | Suboficiales | Suboficiales | Tropa | Tropa |
| ------------------- | -------------------- | --------- | ------------ | ------------ | ------------ | ----- | ----- |
|                     |                      |           |              |              |              |       |       |
|                     |                      |           |              |              |              |       |       |

## Empleos y divisas

### Divisas

#### Oficiales
| Código OTAN | OF-10             | OF-9             | OF-8                | OF-7               | OF-6    | OF-5             | OF-4       | OF-3    | OF-2     | OF-1     | OF-1 |
| --- | ----------------- | ---------------- | ------------------- | ------------------ | ------- | ---------------- | ---------- | ------- | -------- | -------- | ---- |
| España |                   |                  |                     |                    |         |                  |            |         |          |          |      |
| Capitán general1 | General del Aire2 | Teniente general | General de división | General de brigada | Coronel | Teniente coronel | Comandante | Capitán | Teniente | Alférez3 |      |
| 1 Ostentado por el rey de España como parte de sus funciones constitucionales. 2 Ostentado por el JEMA y el JEMAD, si pertenece al Ejército del Aire y del Espacio. 3 Solo para Reservistas Voluntarios y alumnado de la AGA a partir del 3er curso (Alférez Cadete). |                   |                  |                     |                    |         |                  |            |         |          |          |      |

#### Suboficiales y tropa
| Código OTAN      | OR-9        | OR-9    | OR-8             | OR-7     | OR-6       | OR-5         | OR-4 | OR-3               | OR-2    | OR-1 |
| ---------------- | ----------- | ------- | ---------------- | -------- | ---------- | ------------ | ---- | ------------------ | ------- | ---- |
| España           |             |         |                  |          |            |              |      |                    |         |      |
| Suboficial mayor | Subteniente | Brigada | Sargento primero | Sargento | Cabo mayor | Cabo primero | Cabo | Soldado de primera | Soldado |      |

### Alumnos y aspirantes

#### Academia General del Aire y del Espacio
| Código OTAN            | OF-D                   | OF-D                    | OF-D                                                   | Oficiales cadetes        | Oficiales cadetes         | Oficiales cadetes |
| ---------------------- | ---------------------- | ----------------------- | ------------------------------------------------------ | ------------------------ | ------------------------- | ----------------- |
| España                 |                        |                         |                                                        |                          |                           |                   |
| Alférez alumno 5.º año | Alférez alumno 4.º año | Alférez alumno 3.er año | Caballero cadete 3.er año (Con asignaturas pendientes) | Caballero cadete 2.º año | Caballero cadete 1.er año |                   |

#### Academia Básica del Aire y del Espacio
| Código OTAN                | Suboficiales Alumnos                                     | Suboficiales Alumnos     | Suboficiales Alumnos | Alumnos MPTM |
| -------------------------- | -------------------------------------------------------- | ------------------------ | -------------------- | ------------ |
| España                     |                                                          |                          |                      |              |
| Sargento alumno (3.er año) | Alumno de 2.º (2.º año) Tratamiento de «cabo» en la ABA. | Alumno de 1.º (1.er año) | Aspirante MPTM       |              |

### Rombos
|           |               |                |                   |                 |  |
| C.General | C. Ingenieros | C. Intendencia | Alumnos academias | Rombos antiguos |  |

### Tiras de pecho («galletas») usadas en los uniformes árido/boscoso y en el mono de faena

#### Oficiales
| Código OTAN | OF-10           | OF-9             | OF-8             | OF-7                | OF-6               | OF-5    | OF-4             | OF-3       | OF-2    | OF-1     | OF-1    |
| ----------- | --------------- | ---------------- | ---------------- | ------------------- | ------------------ | ------- | ---------------- | ---------- | ------- | -------- | ------- |
| España      | Capitán general | General del Aire | Teniente general | General de división | General de brigada | Coronel | Teniente coronel | Comandante | Capitán | Teniente | Alférez |
| España      | Capitán general | General del Aire | Teniente general | General de división | General de brigada | Coronel | Teniente coronel | Comandante | Capitán | Teniente | Alférez |

#### Suboficiales y tropa
| Código OTAN      | OR-9        | OR-9    | OR-8             | OR-7     | OR-6       | OR-5         | OR-4 | OR-3               | OR-2    | OR-1 |
| ---------------- | ----------- | ------- | ---------------- | -------- | ---------- | ------------ | ---- | ------------------ | ------- | ---- |
| España           |             |         |                  |          |            |              |      |                    |         |      |
| Suboficial mayor | Subteniente | Brigada | Sargento primero | Sargento | Cabo mayor | Cabo primero | Cabo | Soldado de primera | Soldado |      |

### Uniforme árido
|  |

## Símbolos
- Galería de emblemas del Ejército del Aire y del Espacio de España